# Camouflage
Pour les articles homonymes, voir Camouflage (homonymie).
 (avril 2024).
Si vous disposez d'ouvrages ou d'articles de référence ou si vous connaissez des sites web de qualité traitant du thème abordé ici, merci de compléter l'article en donnant les références utiles à sa vérifiabilité et en les liant à la section « Notes et références ».

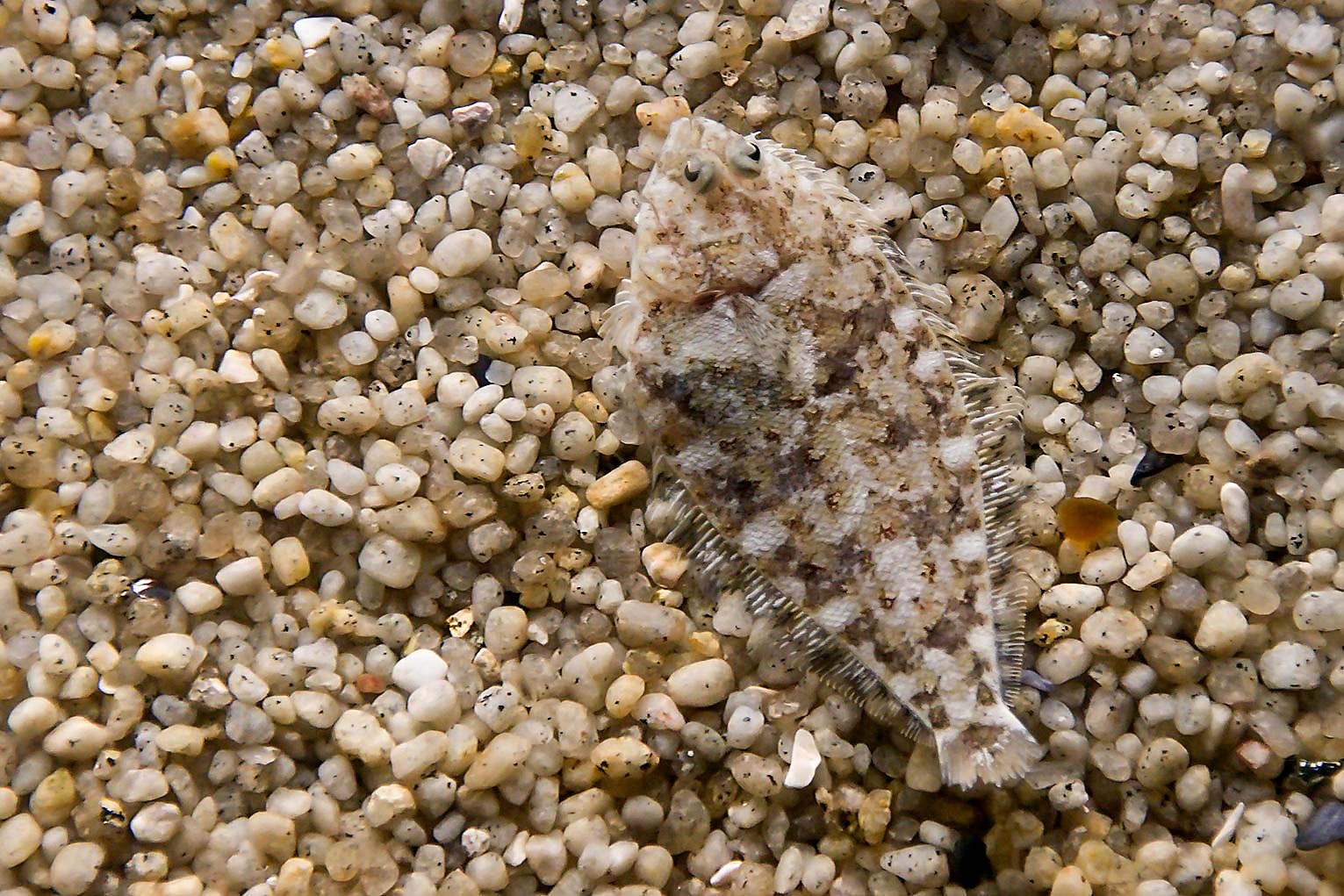
Un flet (poisson marin plat) se fondant dans le gravier du fond de la mer.

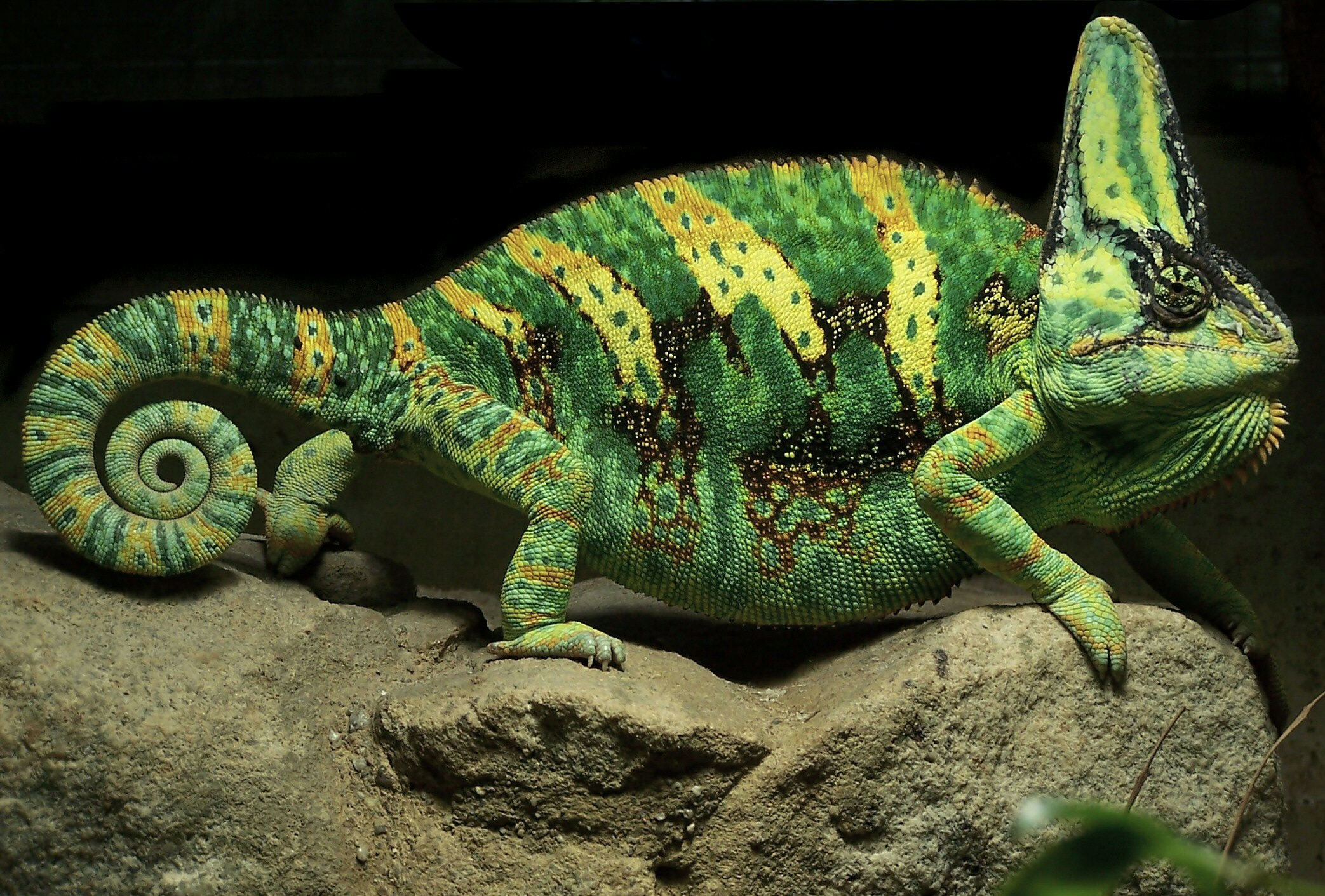
Un caméléon, animal célèbre pour sa capacité à modifier la couleur de sa peau pour se camoufler.

Le camouflage est une méthode de dissimulation. Il permet à un organisme visible ou à un objet de passer inaperçu, en se fondant dans son environnement.
Les exemples incluent des rayures d'un tigre, le treillis d'un soldat moderne et un papillon présentant l'apparence d'une feuille. La théorie du camouflage couvre les différentes stratégies qui sont utilisées pour obtenir cet effet. Il s'agit très souvent de cas de polyphénisme (un même génotype présentant des phénotypes différents).

## Dans la nature
Le camouflage est l'ensemble des adaptations de teinte, de luminosité et de motif de couleur permettant à un organisme vivant de ne pas être détecté ou reconnu dans son milieu. La coloration de camouflage est la forme la plus commune de camouflage, qui se trouve dans une certaine mesure chez tous les animaux. La façon la plus simple pour un animal consiste à être d'une couleur similaire à son environnement. Par exemple, les chevreuils, les écureuils, ou les taupes ont les tonalités de leur milieu (pour correspondre à des arbres ou à la terre), de même la combinaison du bleu et du blanc de la peau du ventre des requins les rend difficiles à détecter à la fois par le dessus et le dessous, grâce à une contre-illumination. De même, on peut remarquer que la plupart des oiseaux (dans le ciel) et des poissons (dans l'eau) ont le ventre plus clair que le dos : le prédateur arrivant du dessus aura plus de mal à les distinguer sur fond sombre ; celui arrivant par le dessous peinera à les voir sur un fond baigné de soleil. Des motifs plus complexes peuvent être observés chez les animaux comme les lézards, les papillons et les grenouilles, et bien d'autres.
Dans la nature, il y a une forte pression de sélection poussant les animaux à se fondre dans leur environnement ou à dissimuler leur forme ; pour les proies afin d'éviter les prédateurs et pour les prédateurs afin d'être capables de se faufiler vers une proie. Le camouflage naturel est un moyen permettant à ces animaux d'y parvenir, par divers modes : l'un est de se fondre dans son environnement, tandis qu'un autre est pour l'animal de ressembler à quelque chose d'inintéressant ou à quelque chose de dangereux. Il y a une permanente coévolution des capacités sensorielles des animaux pour lesquels il est avantageux d'être capable de détecter les animaux camouflés, et les caractéristiques du camouflage des espèces qui se dissimulent. Les niveaux de camouflage et de capacités sensorielles peuvent être plus ou moins prononcés suivant les couples d'espèces prédateur-proie.

### Facteurs
Le type de camouflage qu'une espèce développera dépend de plusieurs facteurs :
- L'environnement dans lequel il vit. C'est généralement le facteur prépondérant ;
- La physiologie et le comportement de l'animal. Les animaux à fourrure ont besoin de camouflages différents de ceux à plumes ou à écailles. De même, les animaux qui vivent en groupes utilisent des techniques de camouflage différentes de ceux qui sont solitaires ;
- Si l'animal est une proie potentielle, le comportement ou les caractéristiques de son prédateur peuvent influer sur la façon dont le camouflage se développe. Par exemple, si le prédateur a une vision achromatique, alors l'animal n'aura pas besoin de correspondre à la couleur de ses environs.

### Couleurs
Les animaux produisent des couleurs de deux façons :
- Biochromes : pigments naturels microscopiques qui absorbent certaines longueurs d'onde de la lumière et reflètent les autres, créant une couleur visible qui est ciblée pour son principal prédateur ;
- Structures physiques microscopiques, qui agissent comme des prismes qui réfléchissent et diffusent la lumière pour produire une couleur qui est différente de la peau, telles que la fourrure translucide de l'ours polaire, qui a en fait la peau noire.

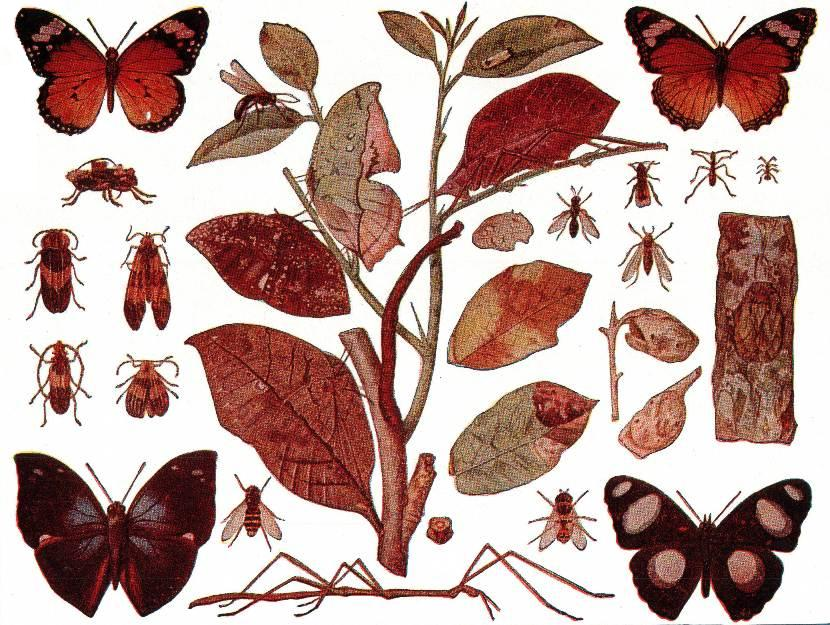
Mimétisme de protection chez les insectes.

La couleur du camouflage peut changer également. Cela peut être dû à un simple changement de saisons, ou cela peut être une réponse à un changement environnemental plus rapide. Par exemple, le renard arctique a un pelage blanc en hiver, et brun en été. Les mammifères et les oiseaux ont besoin d'un nouveau manteau de fourrure et d'un nouveau jeu de plumes, respectivement, mais certains animaux, comme les seiches, ont des cellules pigmentaires, appelé chromatophores, qu'elles peuvent contrôler. D'autres animaux tels que certaines espèces de poissons ou les nudibranches peuvent modifier la coloration de leur peau en changeant leur alimentation. Cependant, la créature la plus connue qui change de couleur, le caméléon, ne le fait pas généralement à des fins de camouflage, mais pour exprimer son humeur ou pour sa thermorégulation.

### Motifs
Au-delà des couleurs, des motifs de pelage sont souvent utiles dans le camouflage via la coloration également. L'illusion Cornsweet décrit la perception visuelle comme se produisant au travers des contrastes de contours. On reconnaît un chien, par exemple, par sa couleur autant que par sa forme. Souvent, ce qui importe le plus pour un bon camouflage via la coloration est de briser le contour du corps d'une créature. Ceci peut être vu chez des animaux domestiques communes comme les chats tigrés, mais les zébrures globales chez d'autres animaux comme les tigres et les zèbres les aident à se fondre dans leur environnement, respectivement la jungle et les prairies. Ces deux derniers exemples offrent un exemple intéressant, une impression initiale pourrait être que leur coloration ne correspond pas à leur environnement respectif, mais les proies des tigres ne discernent généralement pas certaines couleurs et ne peuvent pas faire la différence entre orange et vert. Le prédateur principal des zèbres, le lion, ne discerne pas les couleurs. Dans le cas des zèbres, les rayures se mêlent aussi de sorte qu'un troupeau de zèbres ressemble à une grande masse, ce qui rend difficile, pour un lion, le choix d'un individu en particulier. Ce même concept est également utilisé par de nombreuses espèces de poissons rayés. Parmi les oiseaux, les bernaches du Canada forment un troupeau dans les hautes herbes et apparaissent plus comme des bâtons et moins comme des têtes d'oiseaux.

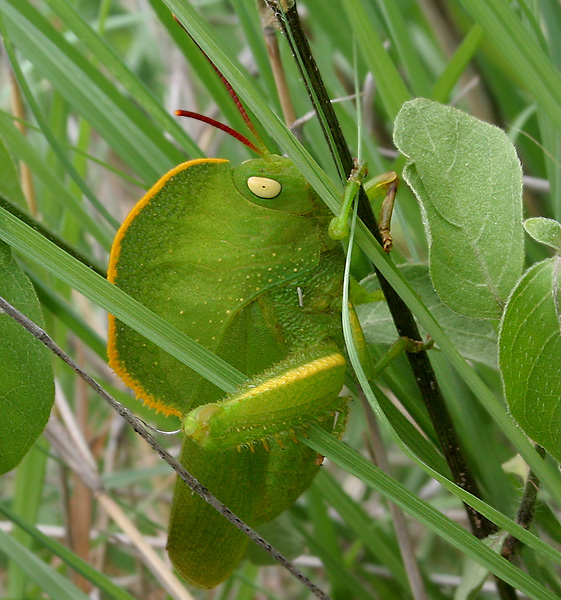
Teratodus monticollis.

### Mouvement
Certains animaux simulent également le mouvement naturel, par exemple, celui d'une feuille dans le vent. C'est ce qu'on appelle un comportement ou une habitude procryptique. D'autres animaux attachent ou attirent des matériaux naturels sur leur corps pour se dissimuler. Quelques animaux ont réponse chromatique, changeant de couleur dans des environnements changeants, que ce soit de façon saisonnière (telle l'hermine ou le lièvre d'Amérique) ou beaucoup plus rapidement avec chromatophores dans leur tégument (la famille des céphalopodes). Certains animaux, notamment dans les milieux aquatiques, prennent également des mesures pour camoufler les odeurs qu'ils émettent et qui peuvent attirer les prédateurs. Certaines espèces vivant en troupeau adoptent un motif similaire rendant difficile la distinction d'un seul animal, comme les bandes sur les zèbres et les échelles de réflexion chez certains poissons.

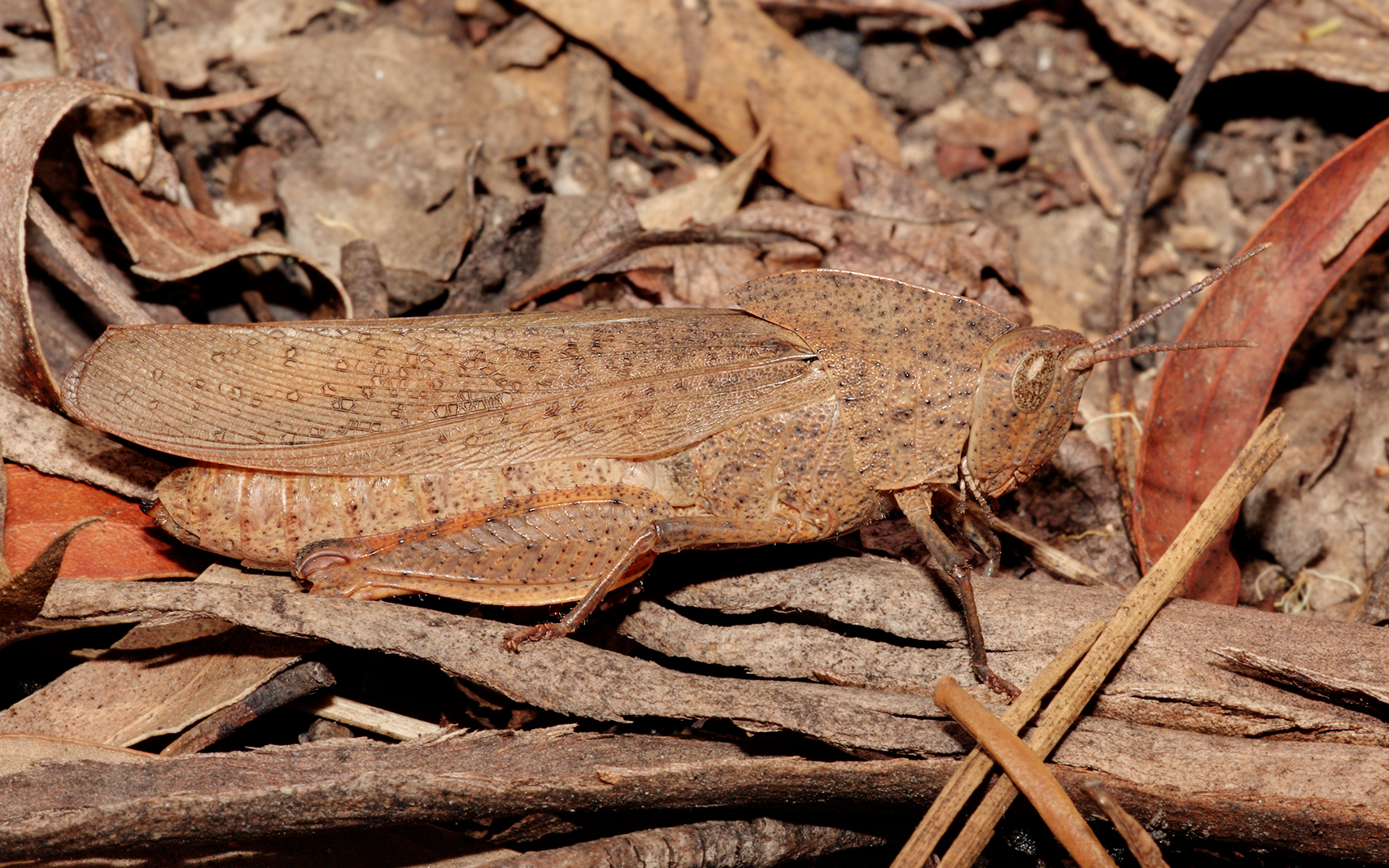
Un criquet du genre Goniaea, se confondant avec les feuilles mortes
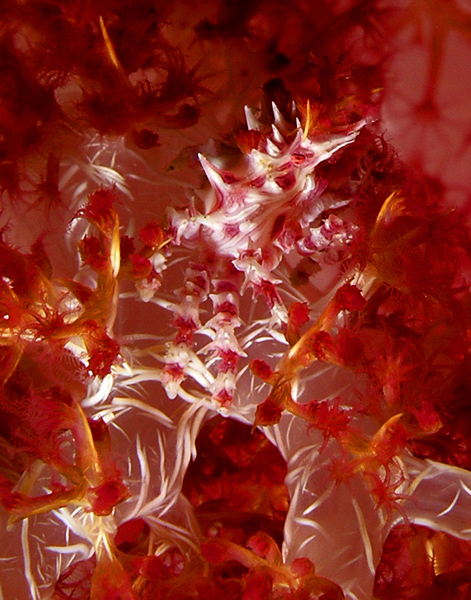
Un crabe Hoplophrys oatesii caché dans le corail mou, au Timor oriental.
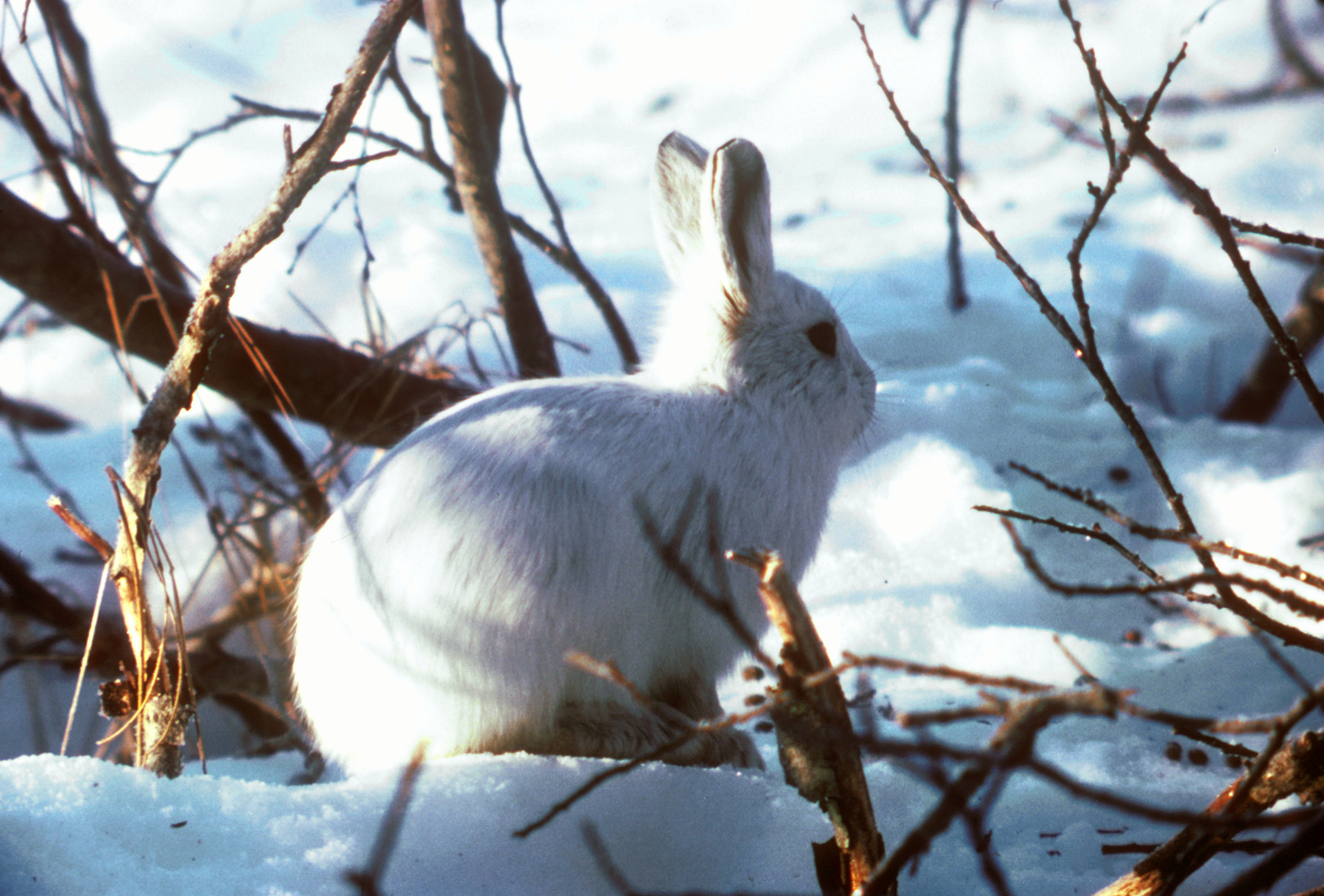
Le pelage blanc du lièvre arctique lui permet de se camoufler dans la neige.
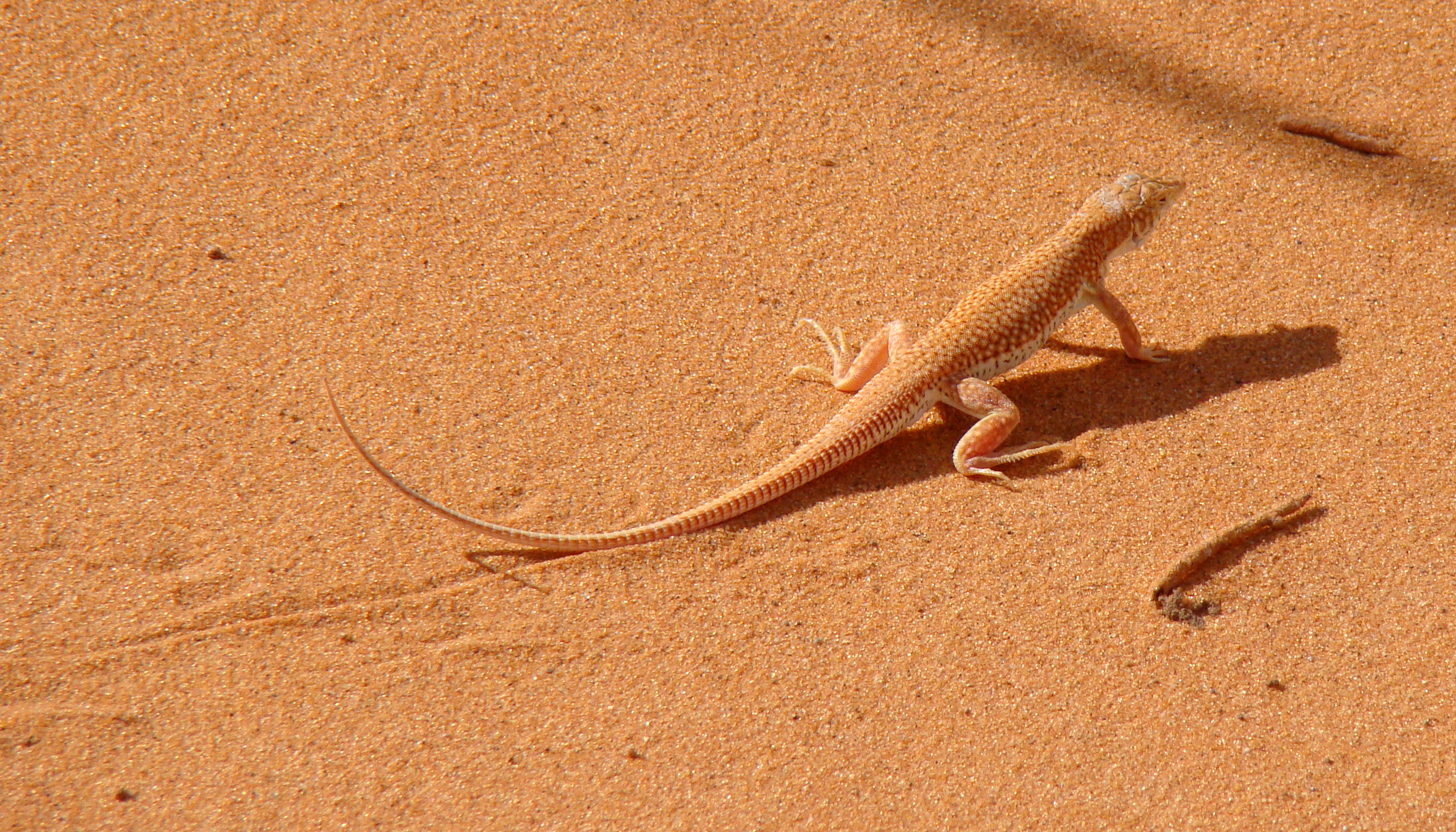
Le lézard Acanthodactylus longipes se confond avec le sable du Sahara.
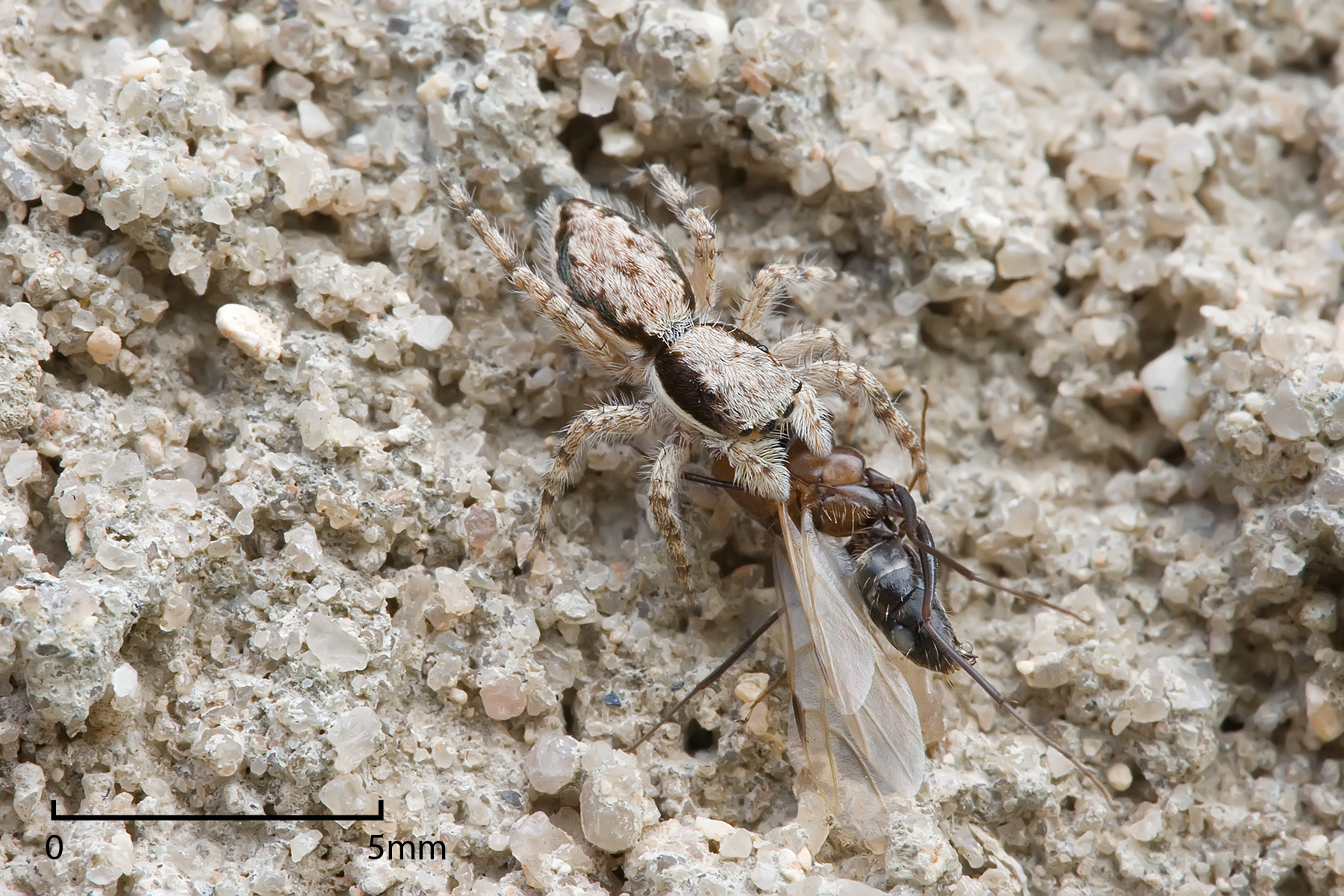
Le camouflage permet aux prédateurs de capturer leurs proies, comme ici une araignée sauteuse du genre Menemerus.
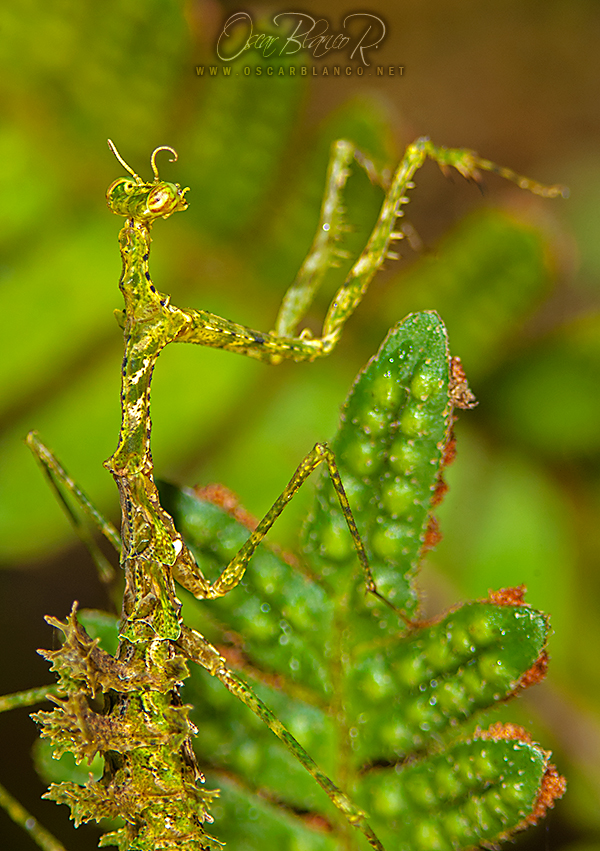
Mante Pogonogaster tristani (es).
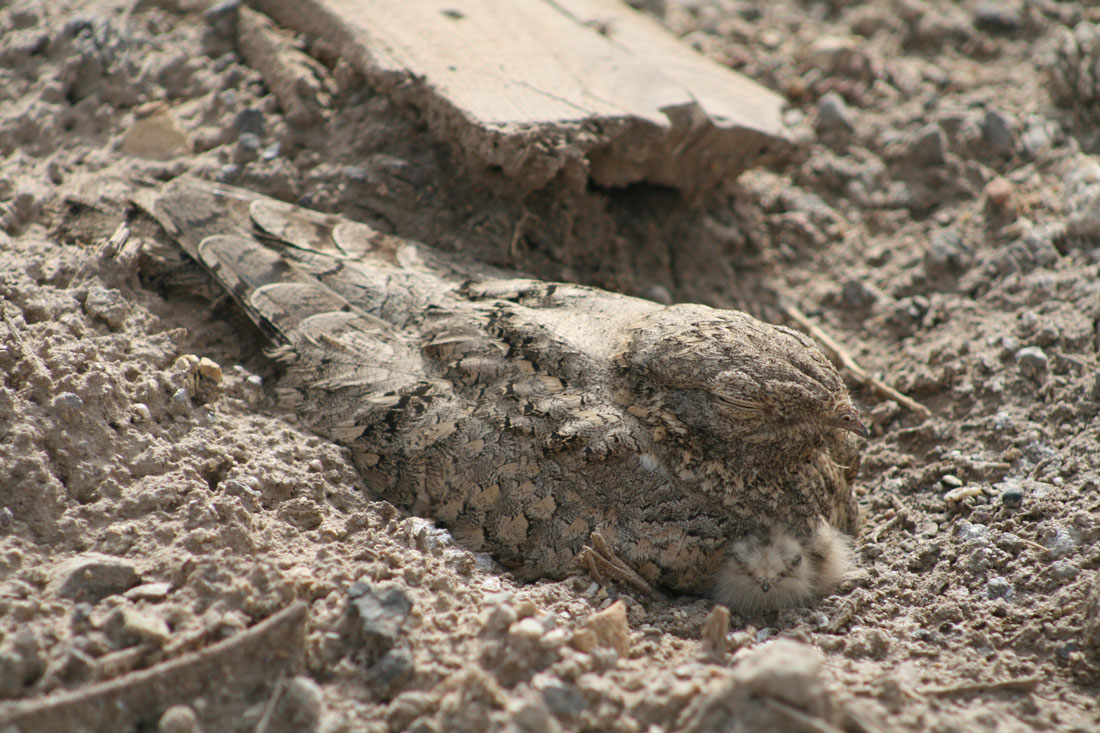
L'engoulevent du désert niche dans le sable ; sa seule protection contre les prédateurs est la couleur de son plumage
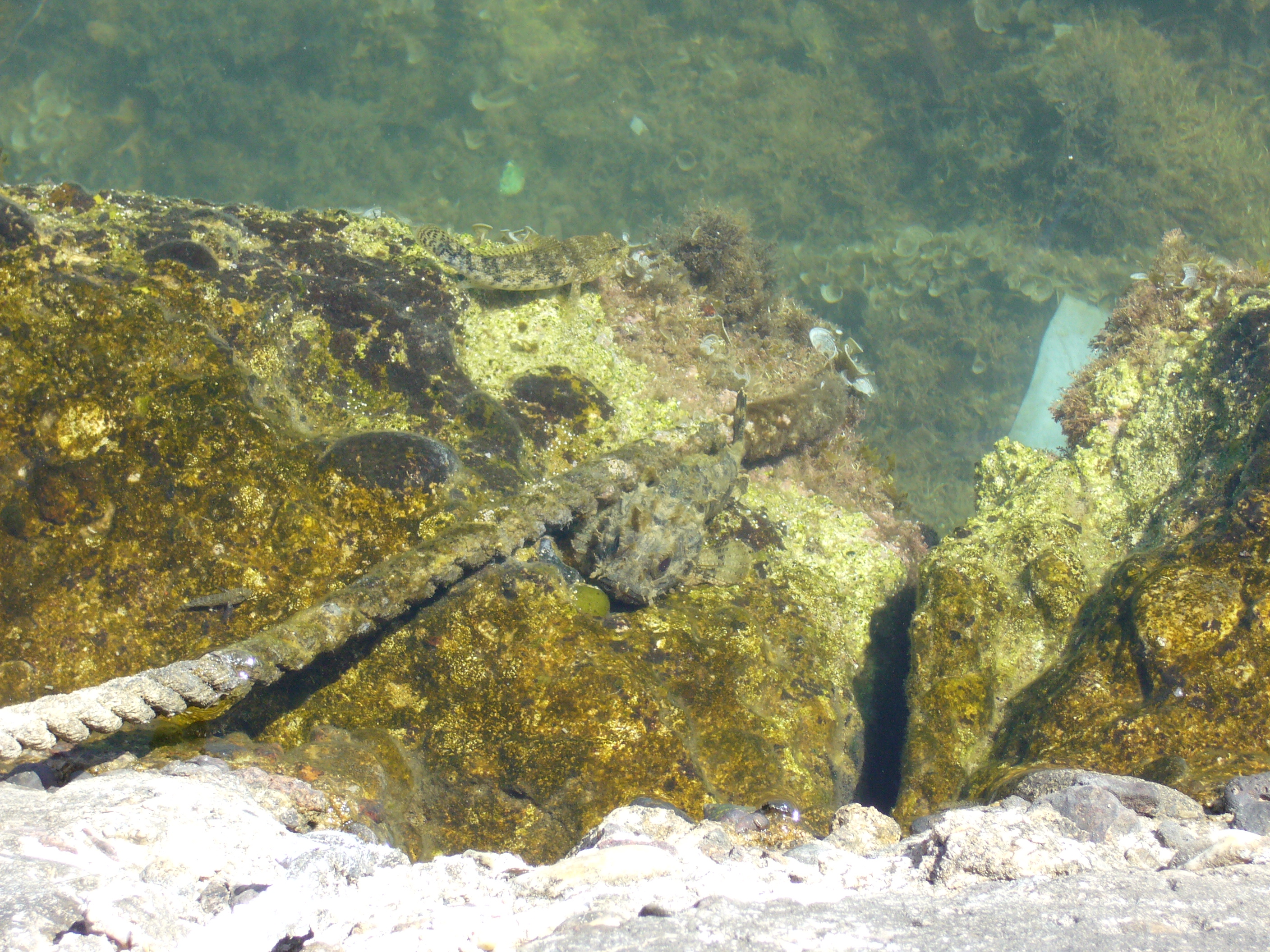
Au centre, un poisson-scorpion plaqué contre la pierre se confond avec celle-ci.
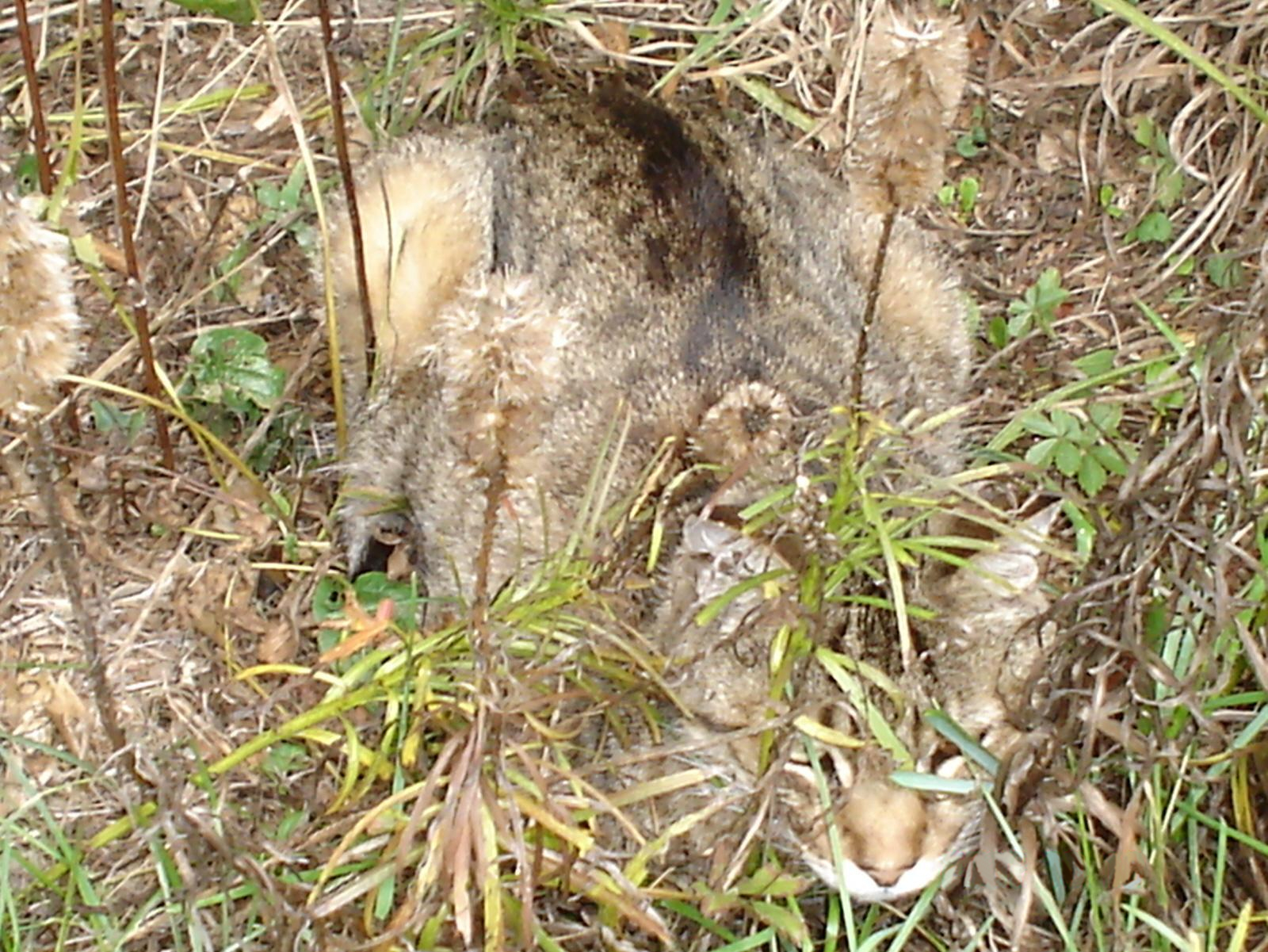
Un chat mackerel tabby se confondant dans un paysage d'automne.
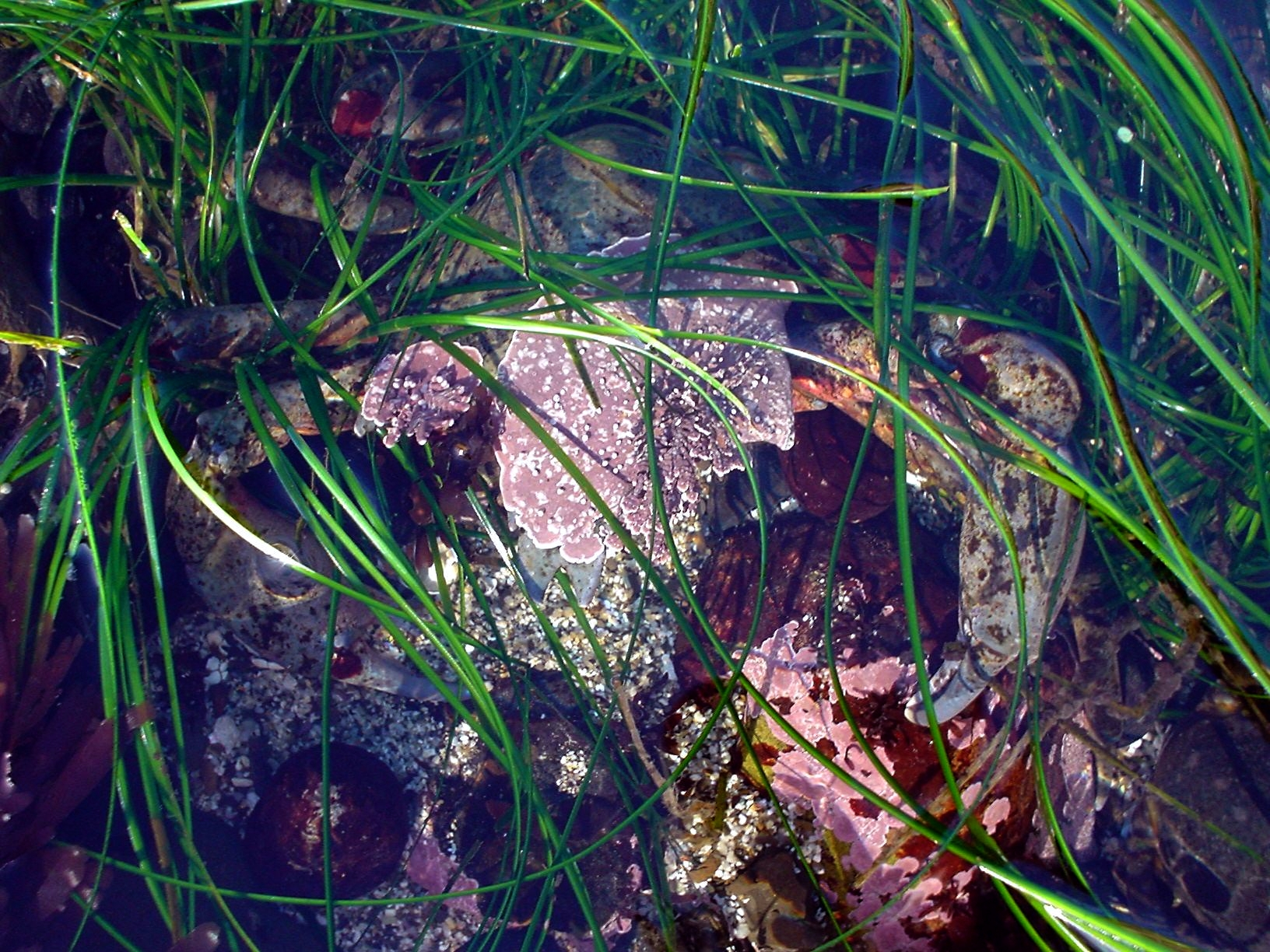
Un crabe couvert d'algues rouges à Moss Beach, en Californie.
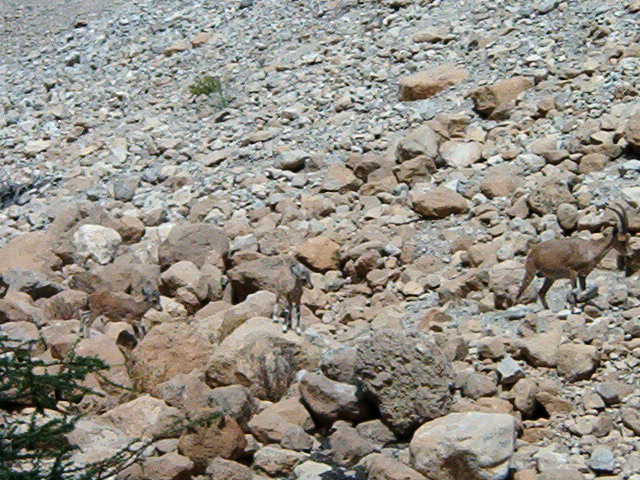
Les bouquetins de Nubie sont presque invisibles dans le désert d'Israël.
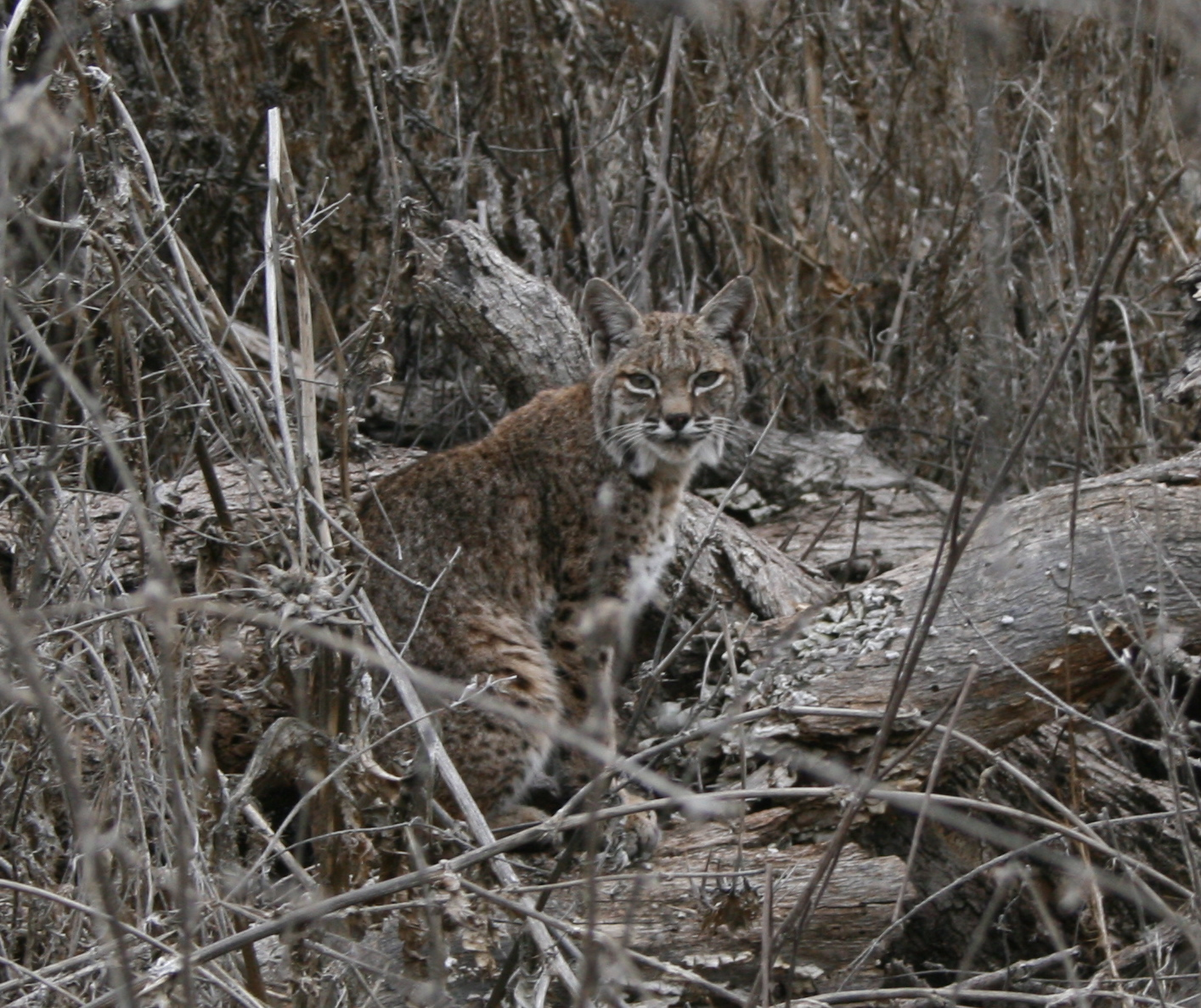
Un lynx roux dans l'environnement hivernal, à Almaden Quicksilver County Park (en), en Californie.
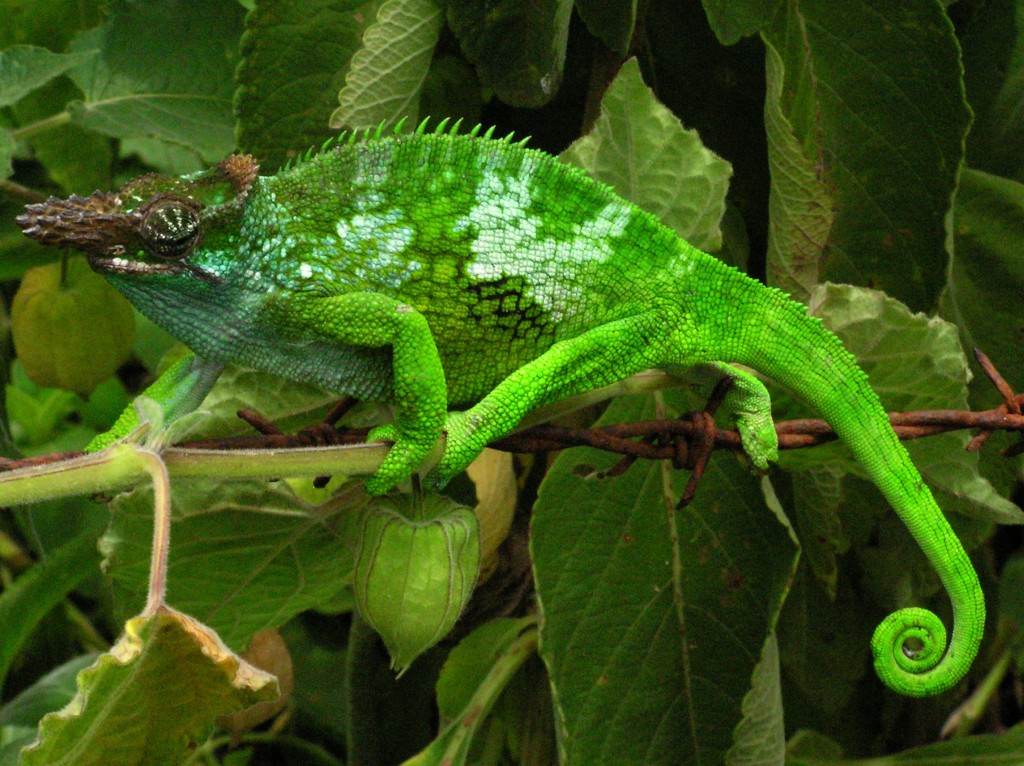
Caméléon, dans les Monts Usambara, en Tanzanie.
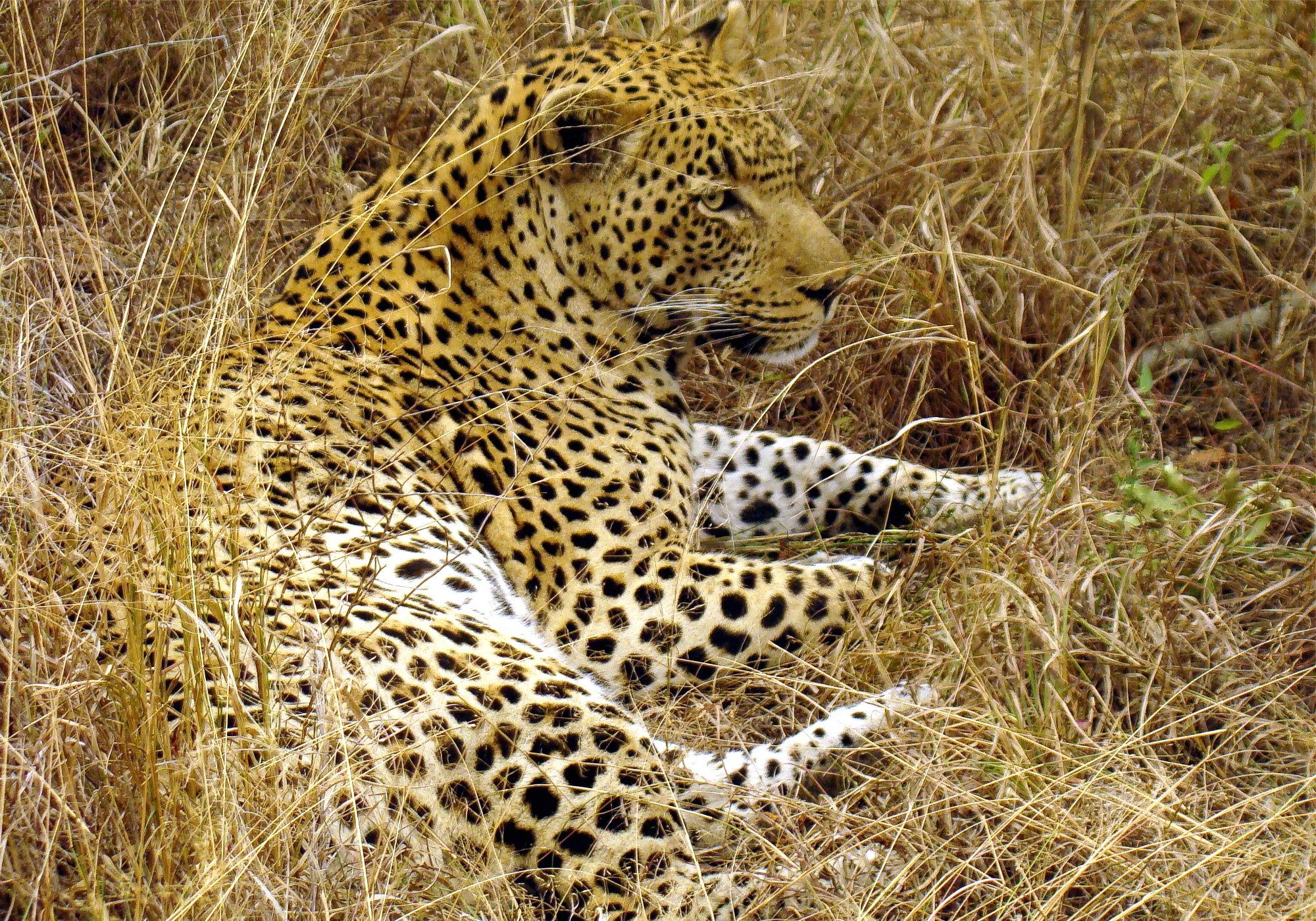
Un grand mâle léopard dans la Sabi Sand Game Reserve (en), en Afrique du Sud.
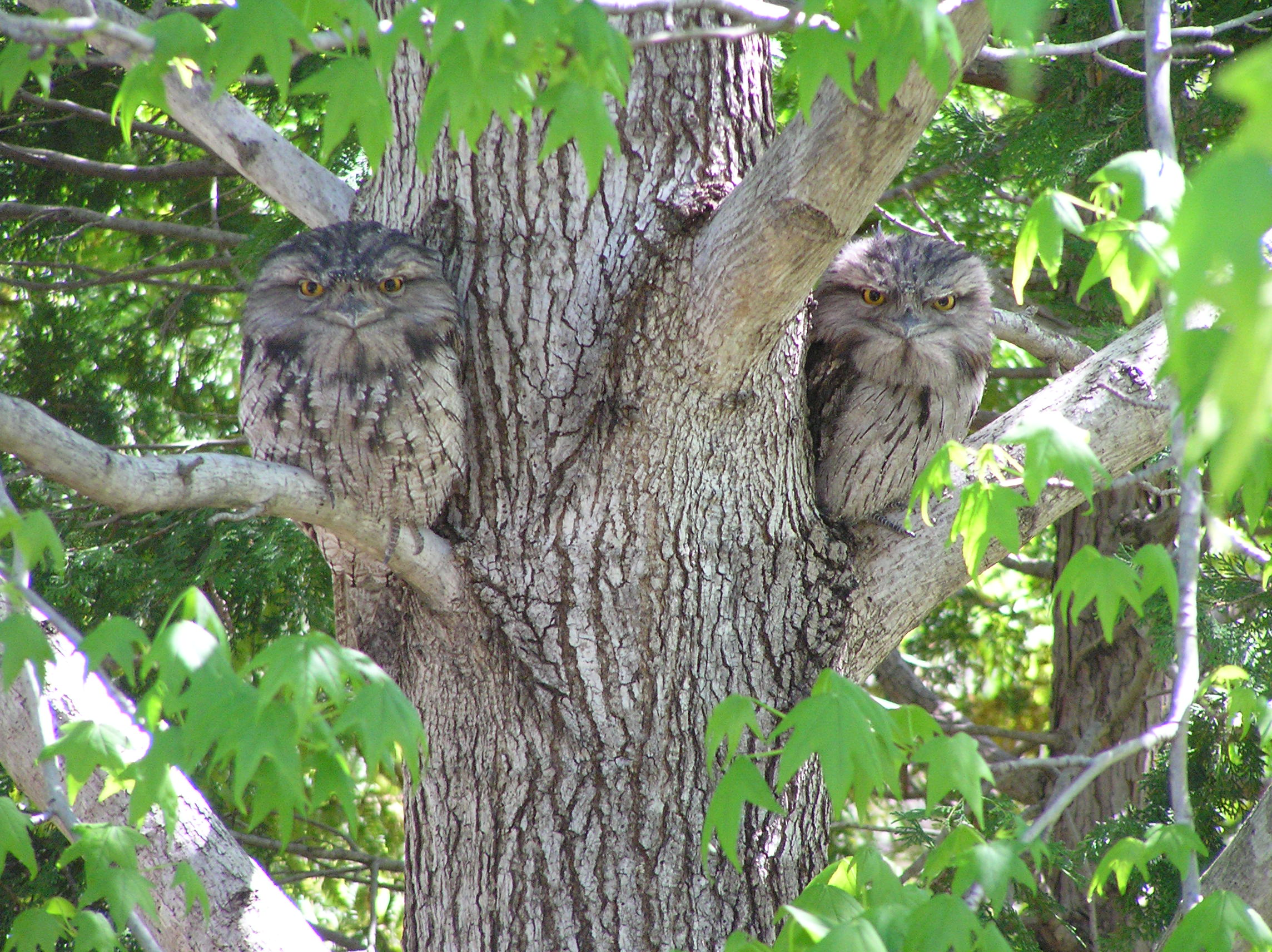
Podarges gris dans un arbre.
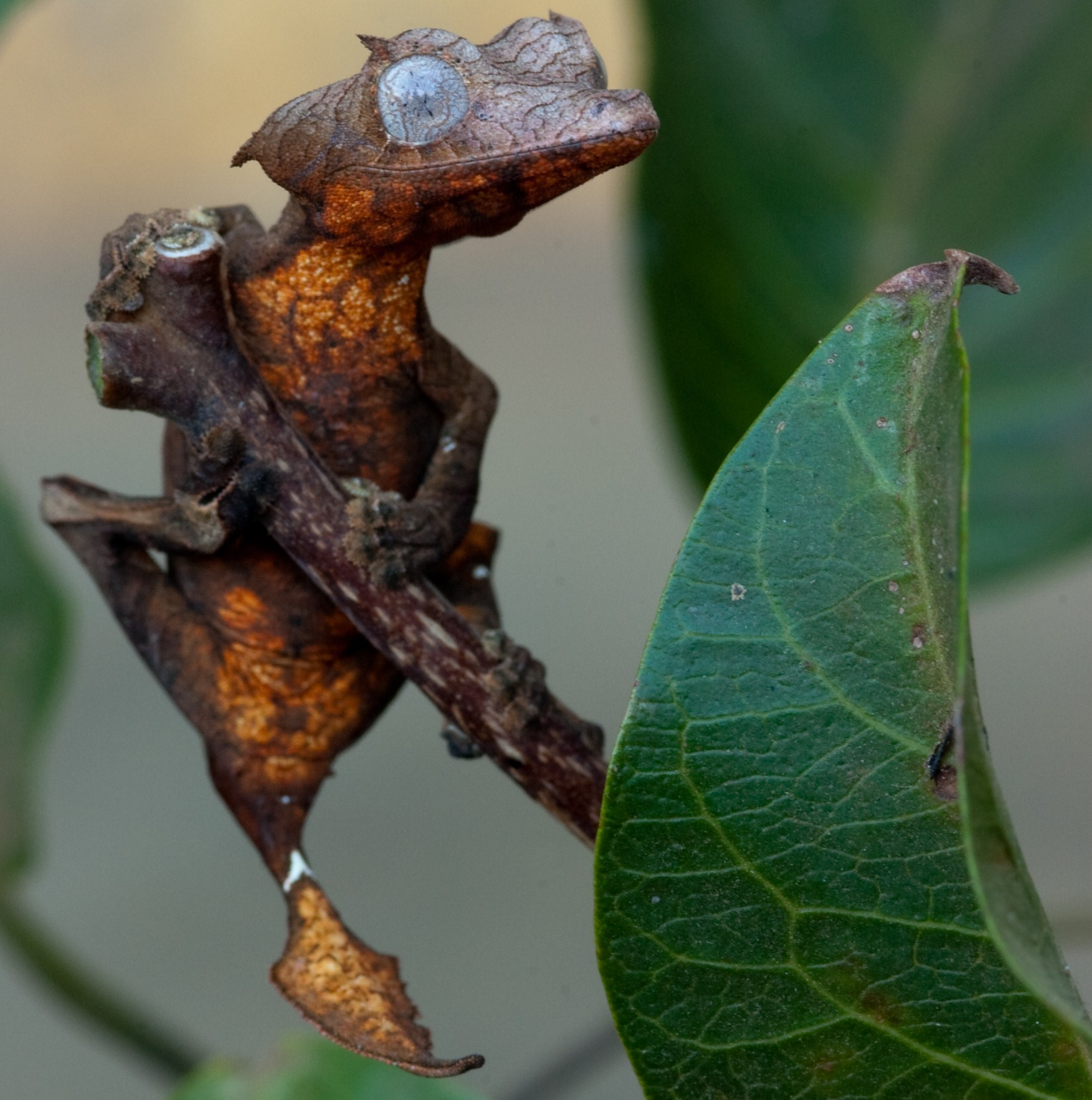
Uroplatus ebenaui, un gecko aisément camouflé dans le feuillage
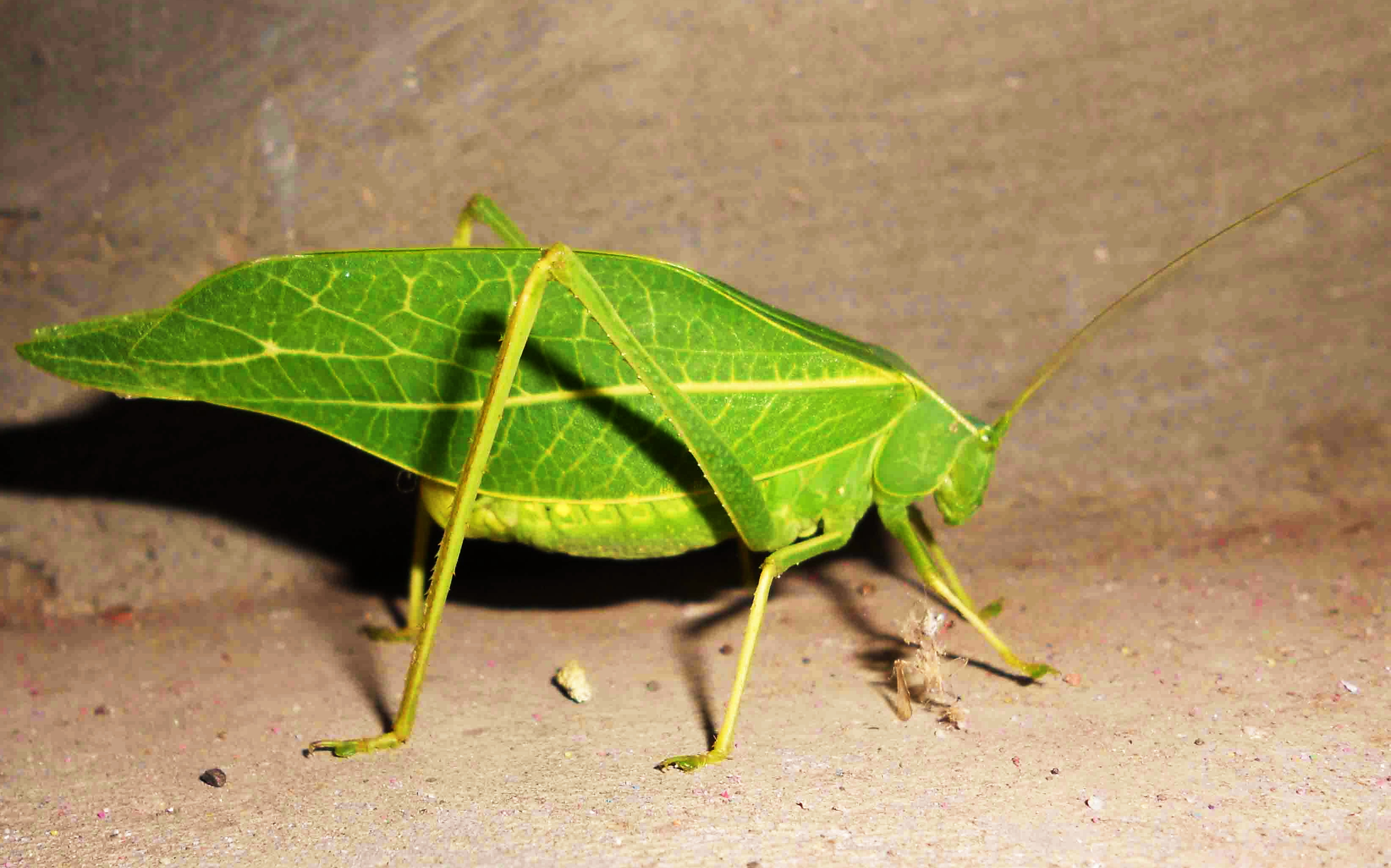
Insecte ressemblant à une feuille verte.
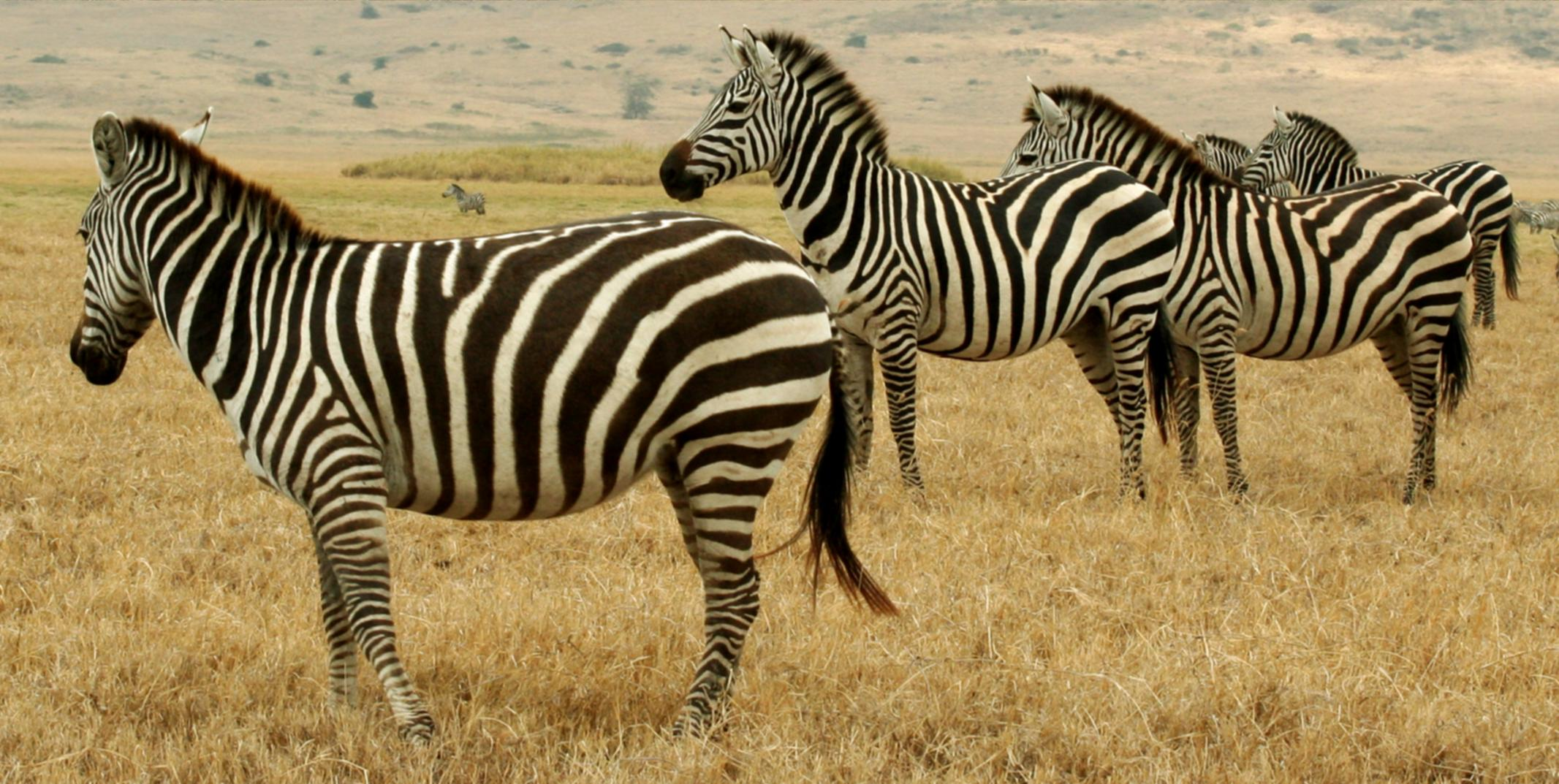
Zèbres dont le motif parait étonnant pour l'être humain, mais pas aux lions.
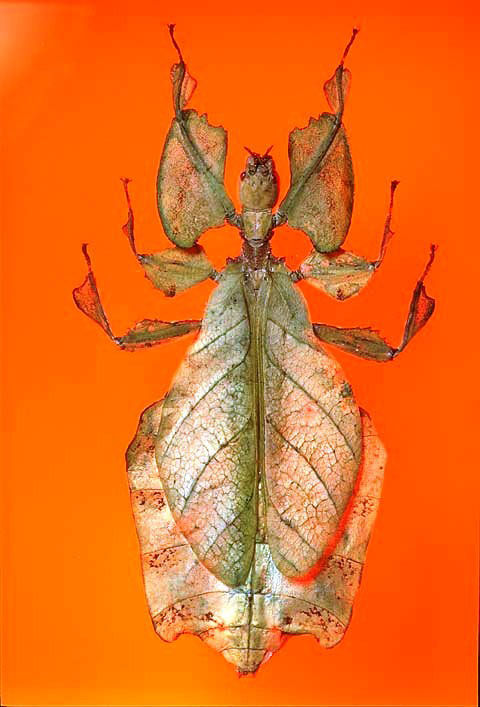
Un Phylliidae.
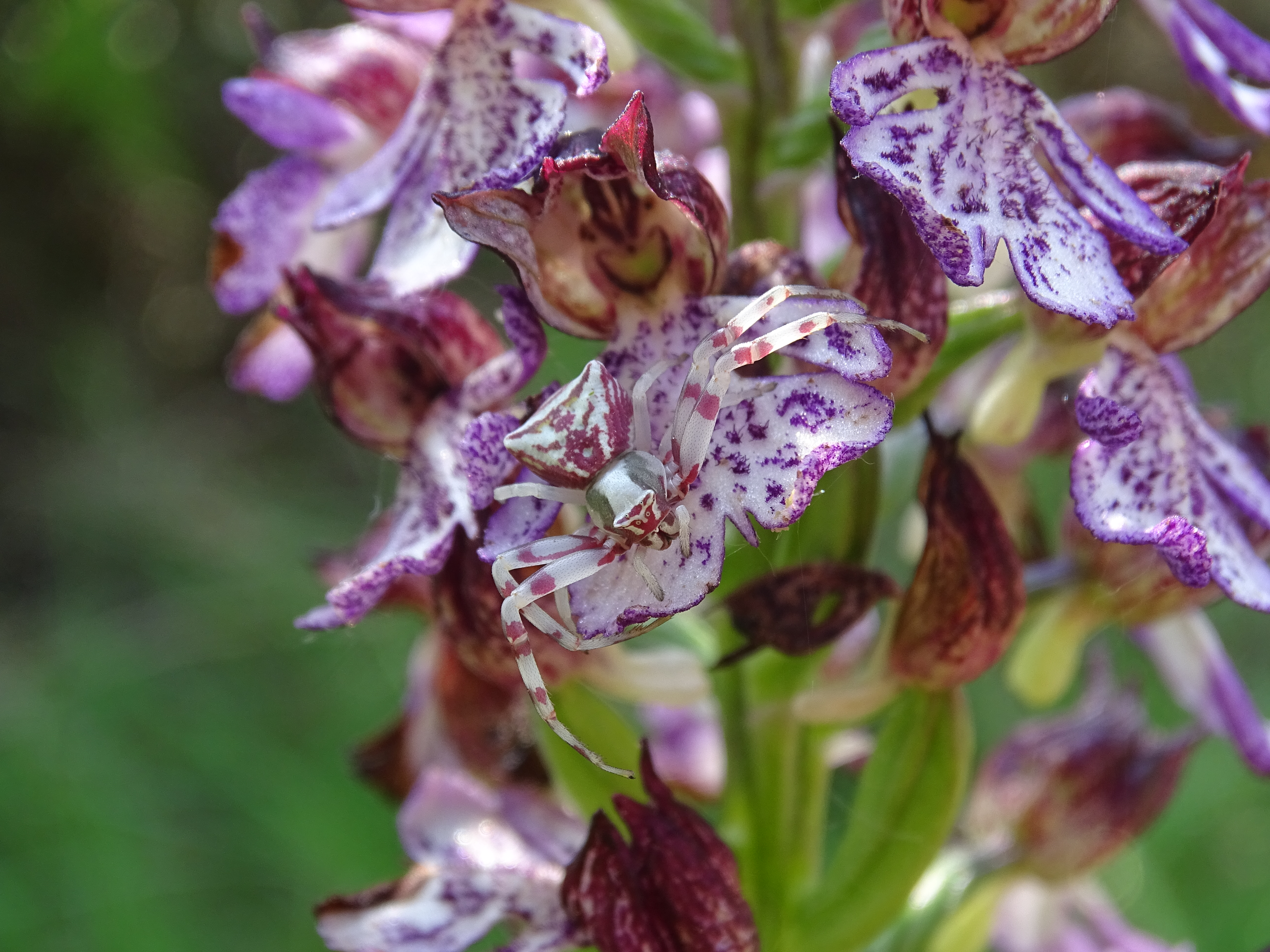
Une thomise enflée camouflée sur une fleur d'orchis pourpre.

## Dans le domaine militaire

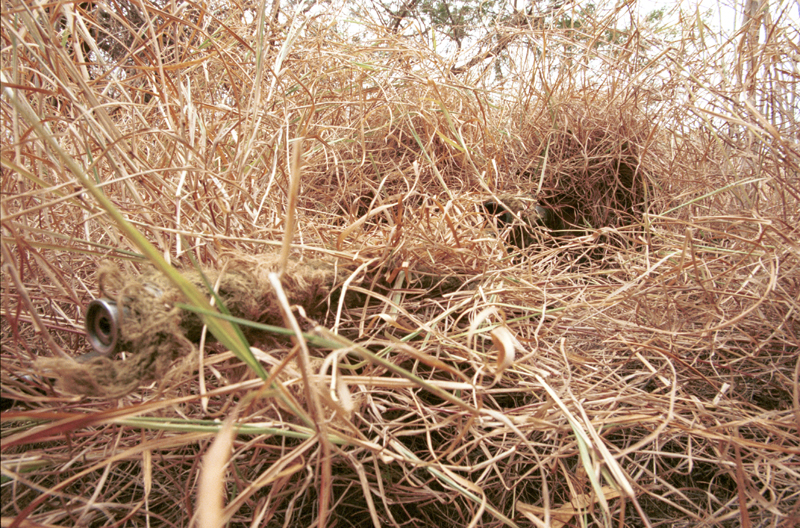
Un sniper camouflé, un exemple de camouflage militaire imitant l'environnement naturel.

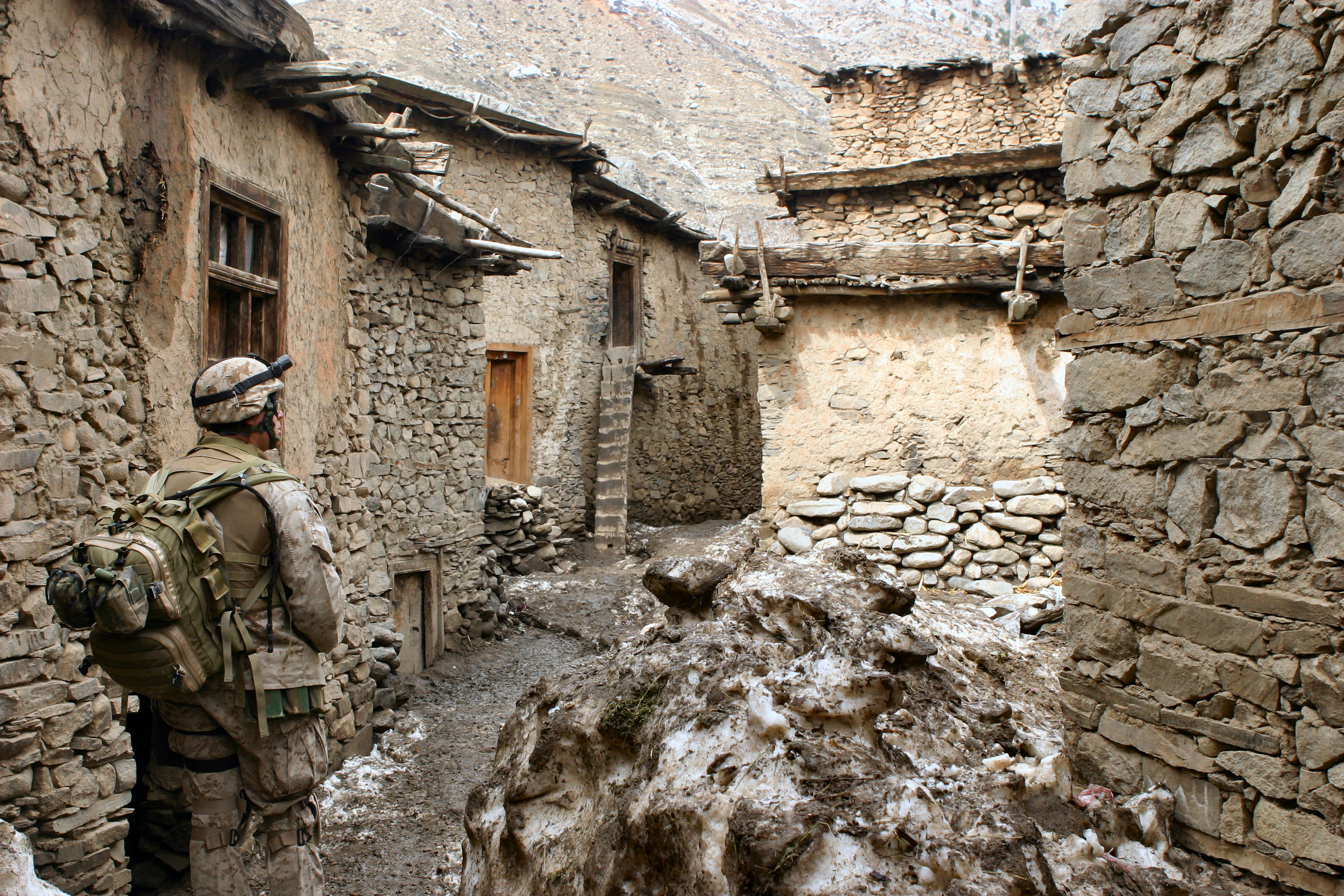
Un exemple moderne d'une tenue militaire adoptant un camouflage de montagne.

Le camouflage militaire n'a pas été largement utilisé dans les premières guerres des civilisations occidentales. Les armées du XVIIIe et XIXe siècle ont tendance à utiliser des couleurs vives, et des dessins impressionnants. Ils sont destinés à décourager l'ennemi, à attirer des recrues, favoriser la cohésion des unités, ou de permettre une identification plus facile des unités dans le brouillard de guerre du champ de bataille, chose commune avant l'invention de la poudre à canon sans fumée. Les chasseurs à pied au XVIIIe siècle ont été les premiers à adopter des couleurs relativement ternes de vert ou de gris. Le gros des armées ont conservé leurs couleurs vives jusqu'à être convaincus de l’intérêt des couleurs ternes. En 1857, les Britanniques en Inde ont été forcés par le nombre de victimes de teindre leurs uniformes tropicaux blancs dans des tons neutres, d'abord dans une teinte boueuse appelée kaki (du mot Ourdou pour « poussière »). Mais ce n'était qu'une mesure ponctuelle. C'est seulement après la seconde guerre des Boers, en 1902, que les uniformes de campagne « home service » (c'est-à-dire non tropicaux) de toute l'armée britannique ont été standardisés en utilisant une teinte plus foncée, le Serge kaki. D'autres armées de terre, comme celles des États-Unis, de la Russie, de l'Italie, de l'Allemagne ont suivi avec des couleurs kaki, gris, bleu-gris ou d'autres plus adaptés à leurs environnements.
Les filets de camouflage, des matériaux naturels, des motifs de couleur perturbatrice, des peintures avec des propriétés spéciales dans les domaines infrarouge, thermique, et radar ont également été utilisés sur des véhicules militaires, des navires, des aéronefs, des installations et des bâtiments. Un exemple frappant est le camouflage Dazzle utilisés sur les navires pendant la Première Guerre mondiale, qui n'était pas destiné à rendre les bateaux difficiles à voir, mais plutôt à rendre difficile l'évaluation de leur vitesse à l'œil nu. Les tenues Ghillie sont portées par les snipers et leurs observateurs (spotters) leur permettent d'avoir un niveau de camouflage supérieur, alliant non seulement les couleurs, mais des brindilles, des feuilles et d'autres feuillages pour briser la silhouette humaine et pour remplacer les motifs imprimés de leur uniforme par des couleurs et des matériaux de leur environnement immédiat. Cela leur permet de rester discret même en étant observé directement avec des jumelles ou d'en haut par les avions.
Un nouveau développement concerne les motifs de camouflage pixélisés ou dénommés numériques, comme ACUPAT, MARPAT et CADPAT.

### Galerie d'images

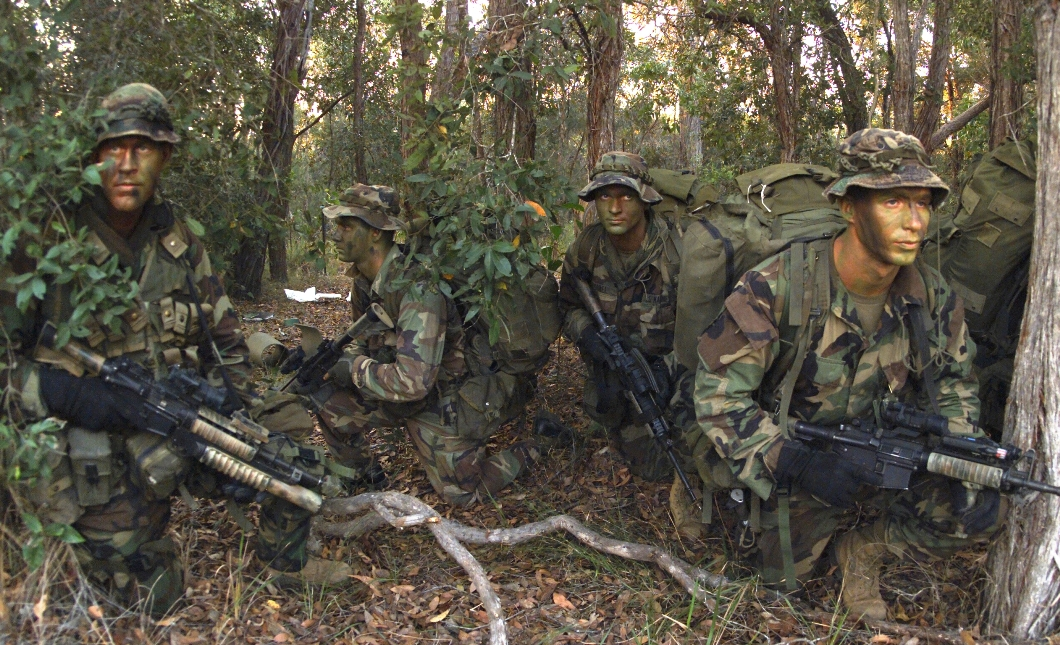
Un Marine américain en tenue camouflée pendant un entrainement.
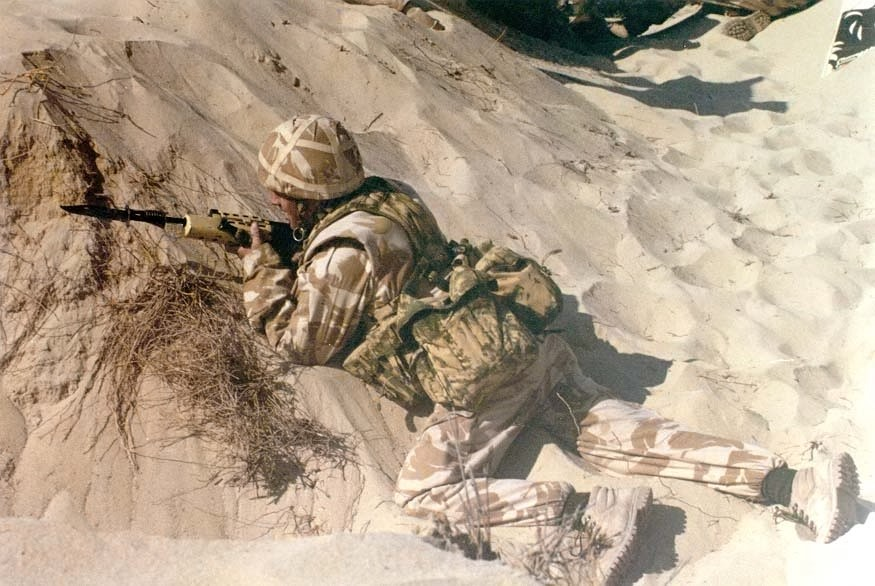
Un soldat britannique avec un camouflage DPM durant la guerre du Golfe de 1991.
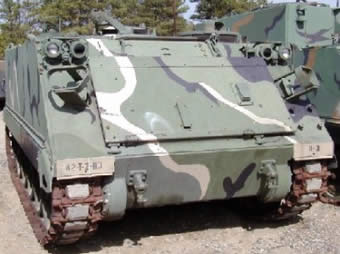
Un véhicule de transport de troupes peint avec un motif de camouflage.
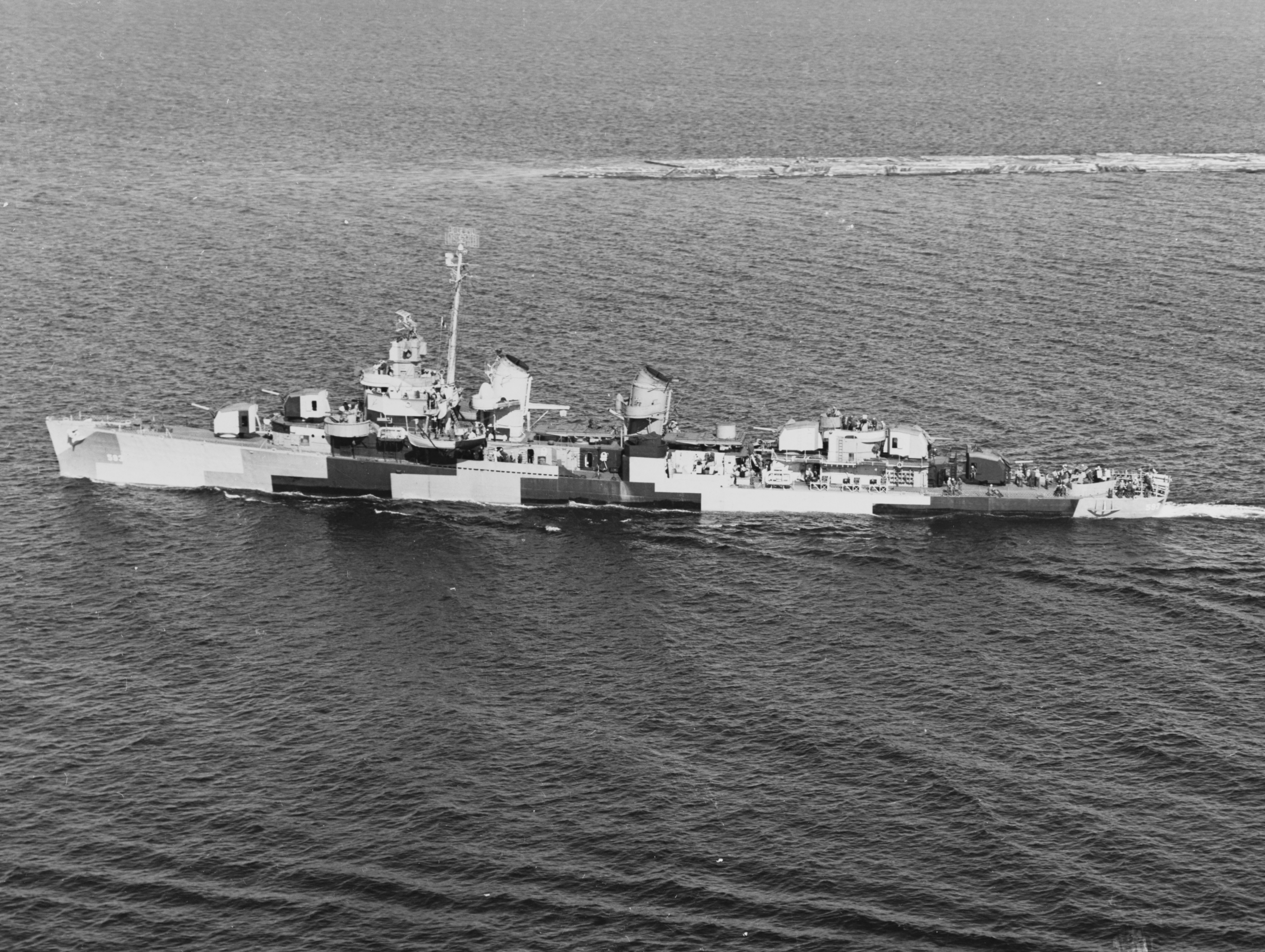
Un bâtiment naval camouflé pour déboussoler l'ennemi et réduire sa visibilité en mer.

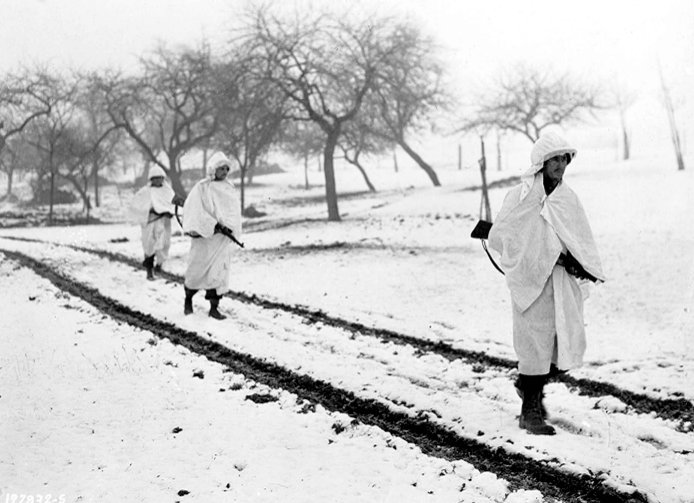
Une patrouille en camouflage hivernal durant la bataille des Ardennes.
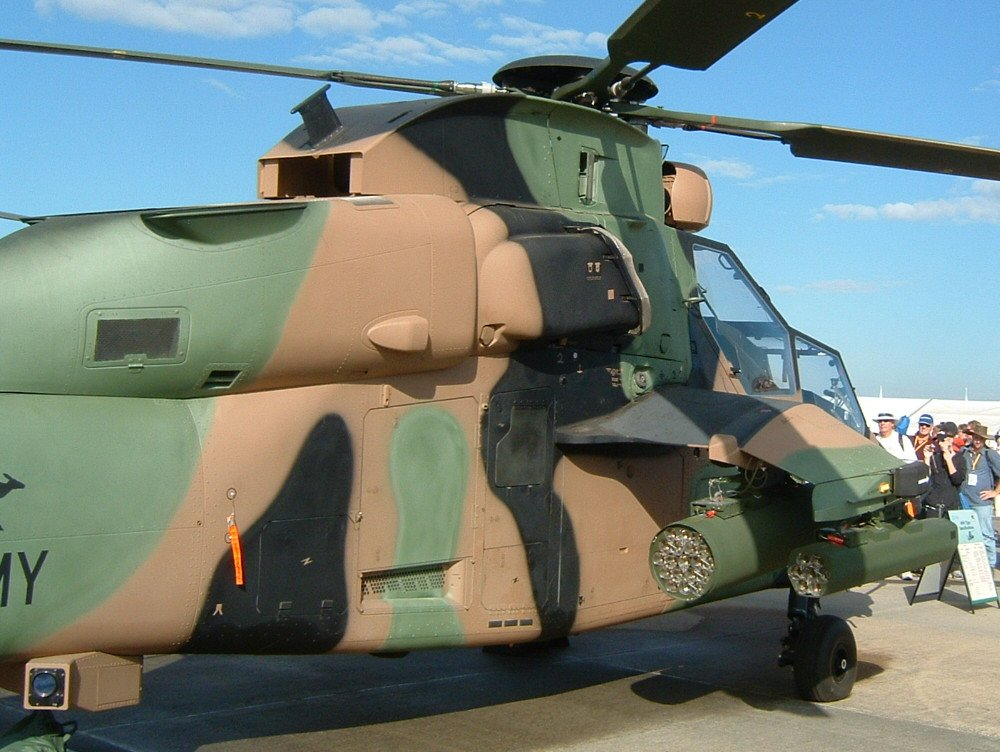
Un hélicoptère camouflé.
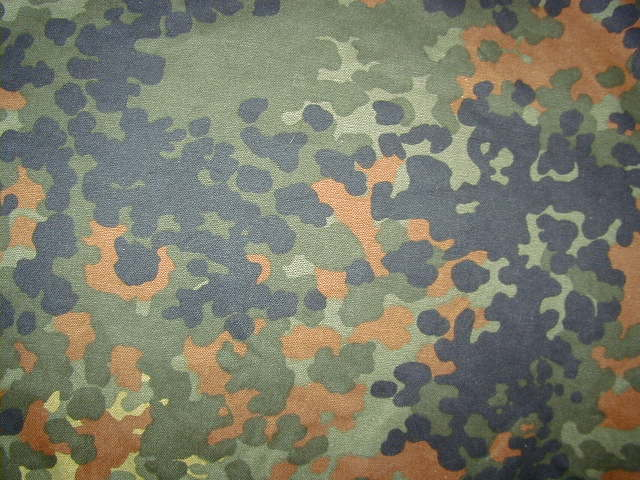
Motif de camouflage allemand flecktarn.

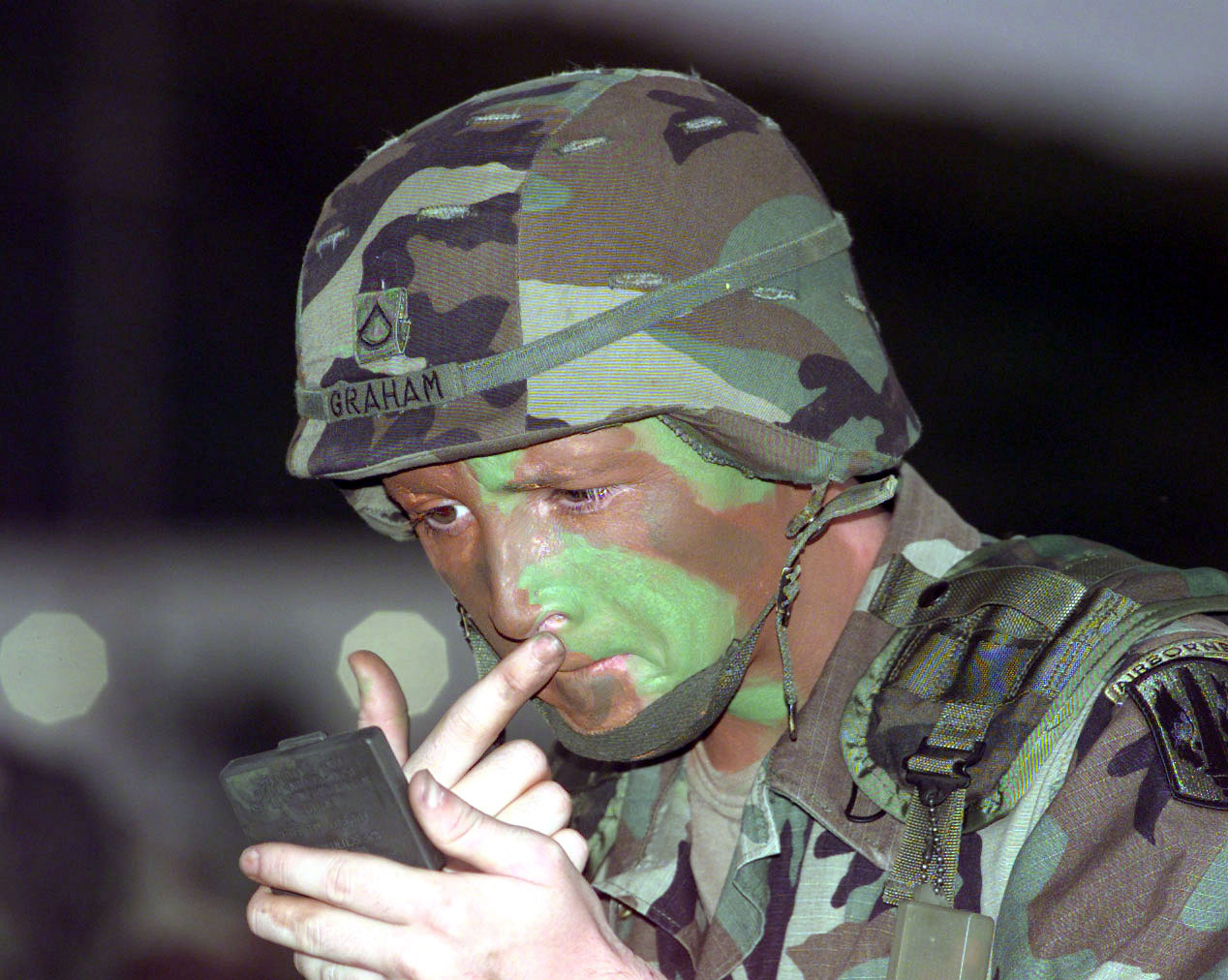
Un soldat s'appliquant un maquillage de camouflage sur le visage.
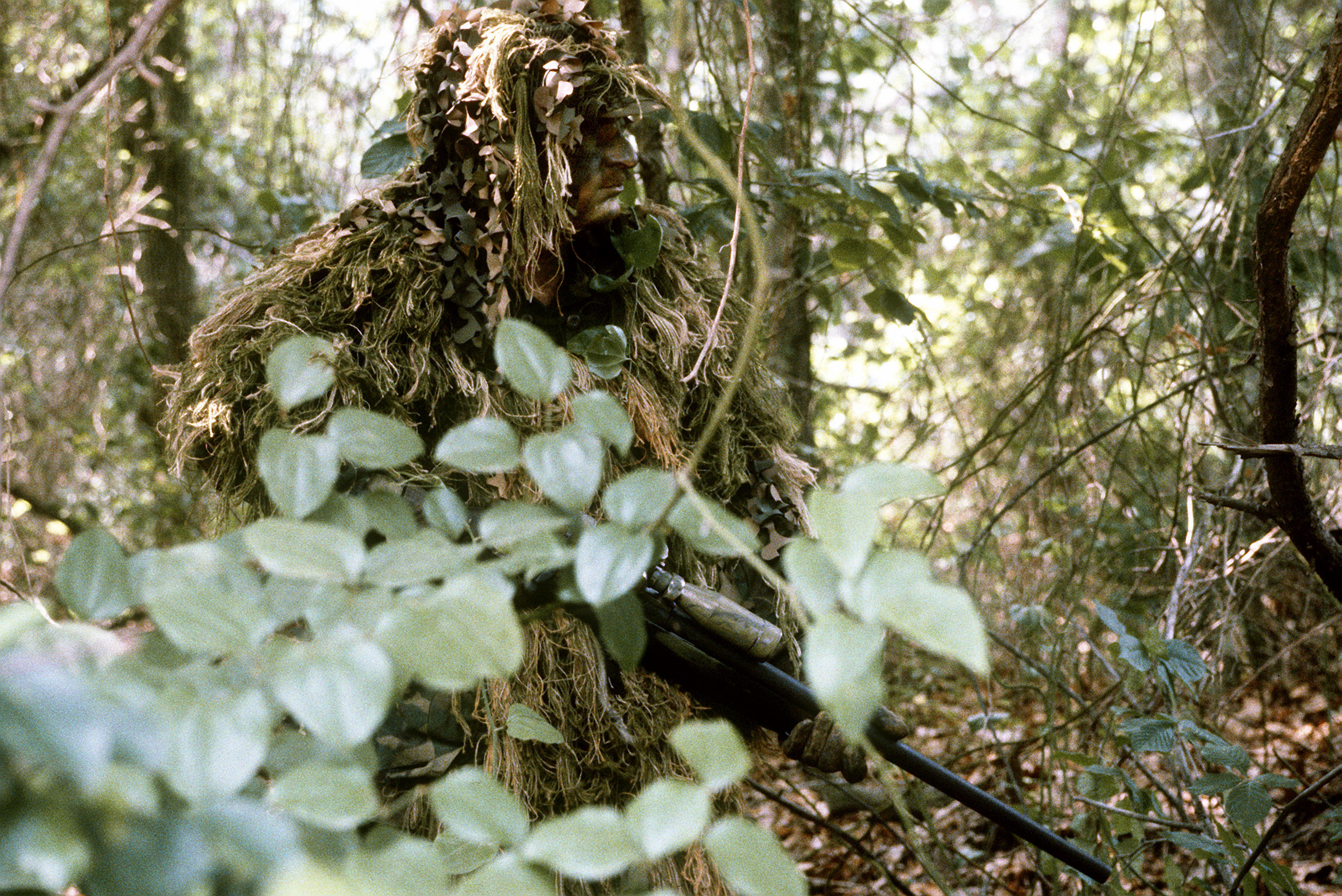
Sniper portant une tenue camouflée.
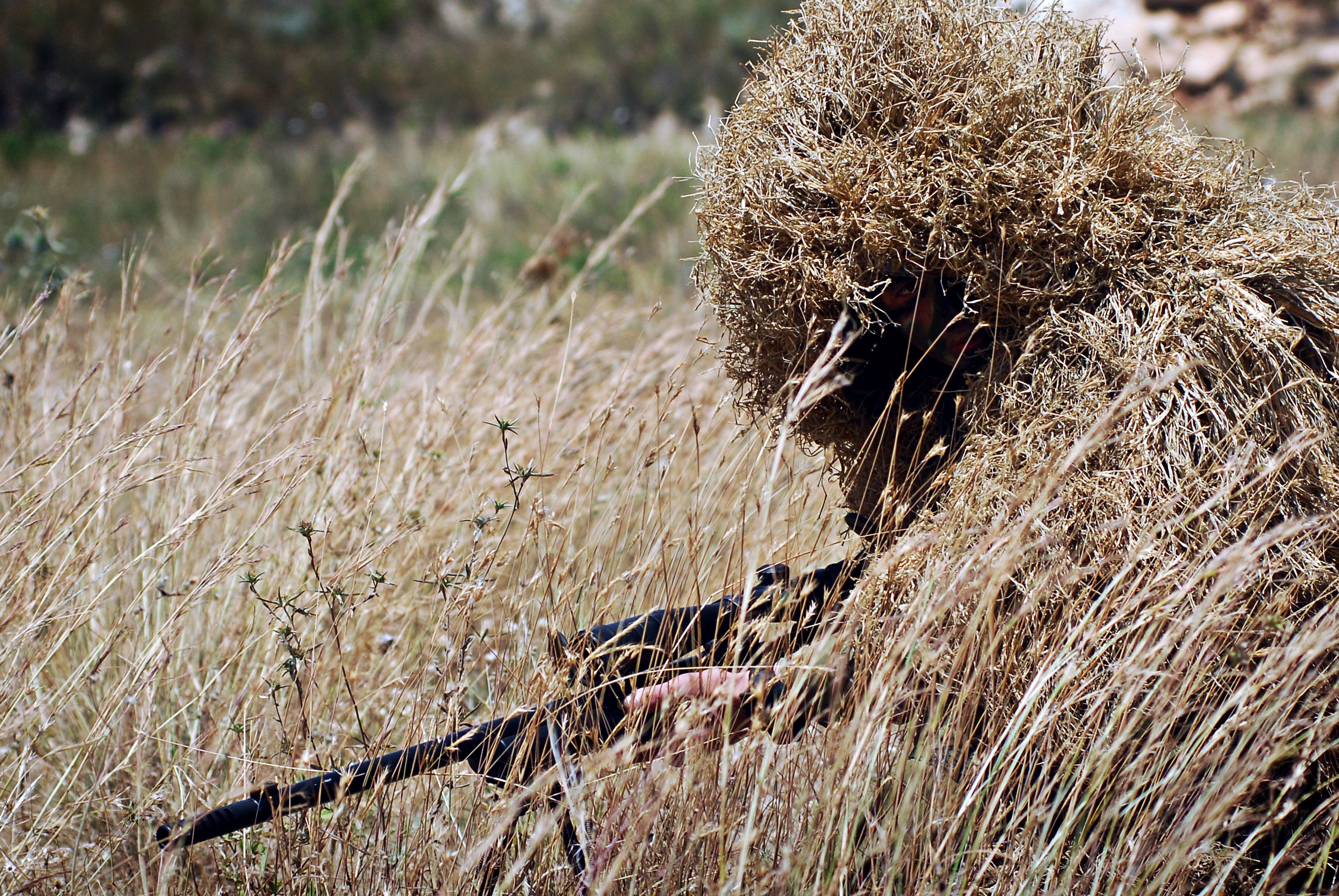
Sapeur de Tsahal en tenue de camouflage.

### Techniques de camouflage militaires
Dans le domaine militaire, le camouflage est souvent la technique la plus sûre pour contrer une menace ou mettre fin à une traque. D'autres actions sont possibles (fuite ou défense par exemple) mais c'est souvent la première technique utilisée car elle permet au soldat de garder ses forces, de s’adapter à l’évolution de la menace et de prendre le temps de la réflexion. De plus, elle peut permettre d’éviter le danger au lieu de le fuir ou d’y faire face.
Par ailleurs, c'est après une bonne observation de leur environnement que les militaires peuvent se camoufler efficacement. Ils ne doivent pas également négliger leur mobilité ainsi que le confort de leur cachette, l'attente pouvant durer longtemps.

## Applications non militaires

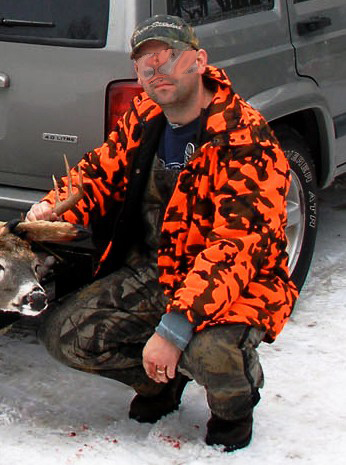
Un chasseur en tenue de camouflage moderne.

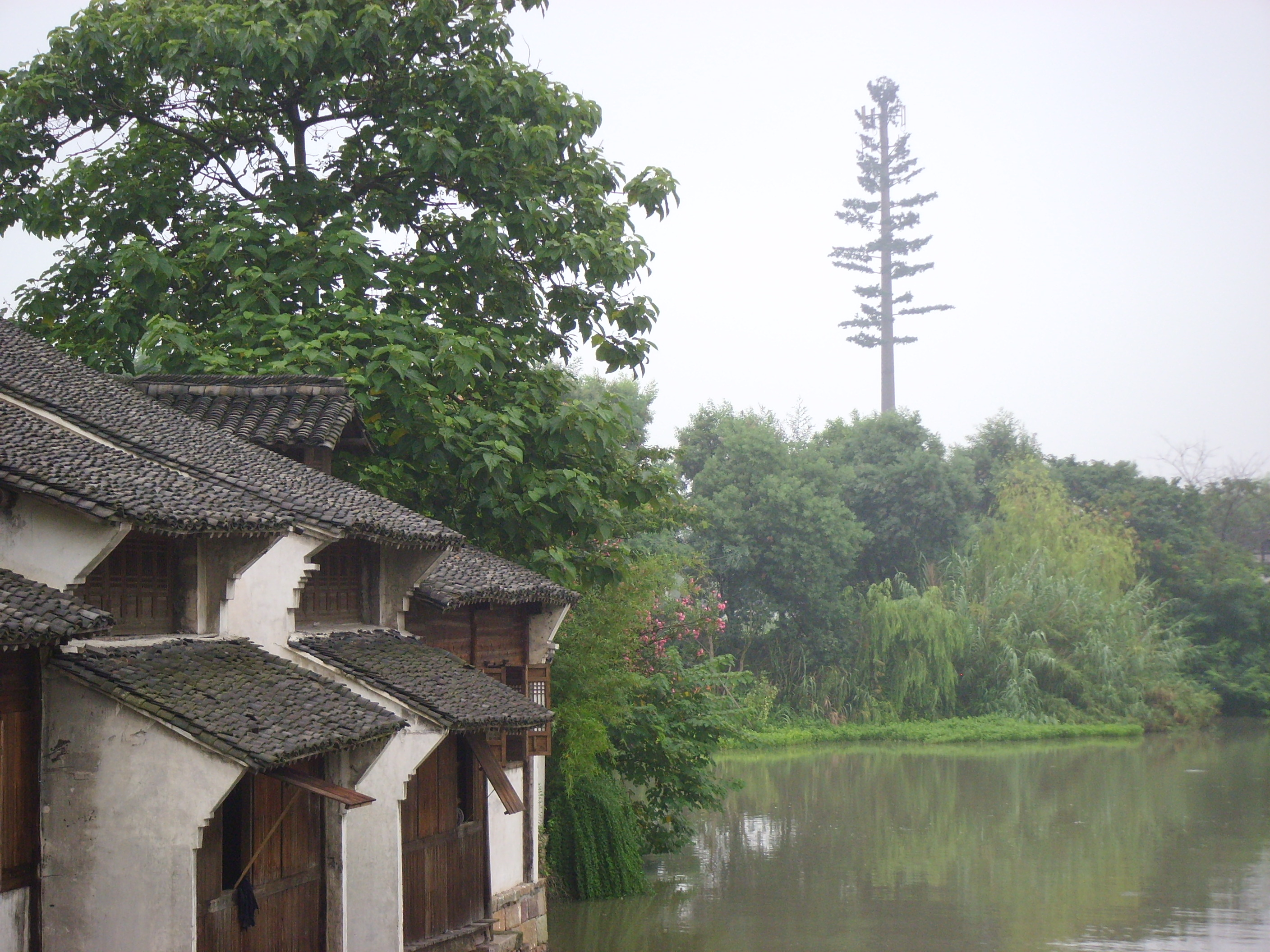
Une tour de télécommunication, camouflée comme un arbre.

Les chasseurs utilisent souvent des vêtements de camouflage qui sont visuellement adaptés à la chasse qu'ils pratiquent. L'exemple le plus frappant est le camouflage orange vif, qui rend le chasseur très visible pour les humains, mais s'appuie sur le fait que la plupart des gros gibiers, comme le cerf, sont dichromates, et perçoivent l'orange comme une couleur terne. D'autre part, les azurants optiques, couramment utilisés dans les détergents de lessive pour faire apparaitre brillants les articles lavés, sont visibles par de nombreux gibiers. L'utilisation de ces derniers va faire se démarquer sur le fond, pour un animal aux yeux sensibles aux ultraviolets, ce qui apparaît à l'œil humain comme des vêtements de camouflage.
Il y a différents types de camouflage de chasse. L'utilisation de chacun dépend de la zone dans laquelle le chasseur va chasser. Il peut varier en apparence d'un motif "chêne mousseux" à un modèle de "branche de sauge" pour les chasseurs de grands mammifères. Les chasseurs de sauvagine peuvent avoir des camouflages qui ressemblent à des roseaux des marais.
Le camouflage est aussi utilisé dans la mode.

### Sources externes
- (en) Roy R. Behrens - Art and Camouflage: An Annotated Bibliography
- (en) Tom Harris, « How Animal Camouflage Works », How Stuff Works (consulté le 13 novembre 2006)
- (en) « How do a zebra's stripes act as camouflage? », How Stuff Works (consulté le 13 novembre 2006)